# Széll Kálmán tér
A Széll Kálmán tér (1951 és 2011 között Moszkva tér, régen a szlengben: "Kalef") Budapest és a budai oldal egyik legforgalmasabb közlekedési csomópontja. A névváltoztatás ellenére továbbra is sokan Moszkva térként hivatkoznak rá.
A teret 1929-ben nevezték el Széll Kálmánról, Magyarország egykori miniszterelnökéről, majd 1951. november 9-én lett Moszkva tér a neve. 2011. május 12-én a Fővárosi Közgyűlés 2011. április 27-i döntése értelmében ismét visszakapta korábbi nevét. 1938 és 1941 közt építették ki jelentős forgalmi csomóponttá.
A szűkebb értelemben vett tér maga a II. kerületben, azon belül is az Országút nevű városrészben található, míg a vele logikailag összefüggő (de nem mindenhol Széll Kálmán térnek hívott) terület Budapest I., II. és XII. kerületének határán fekszik.
A tér 2015. január 12. és 2016. május 10. között teljesen megújult, közlekedési rendszere, építészeti arculata letisztultabb, rendezettebb képet kapott.

## Története

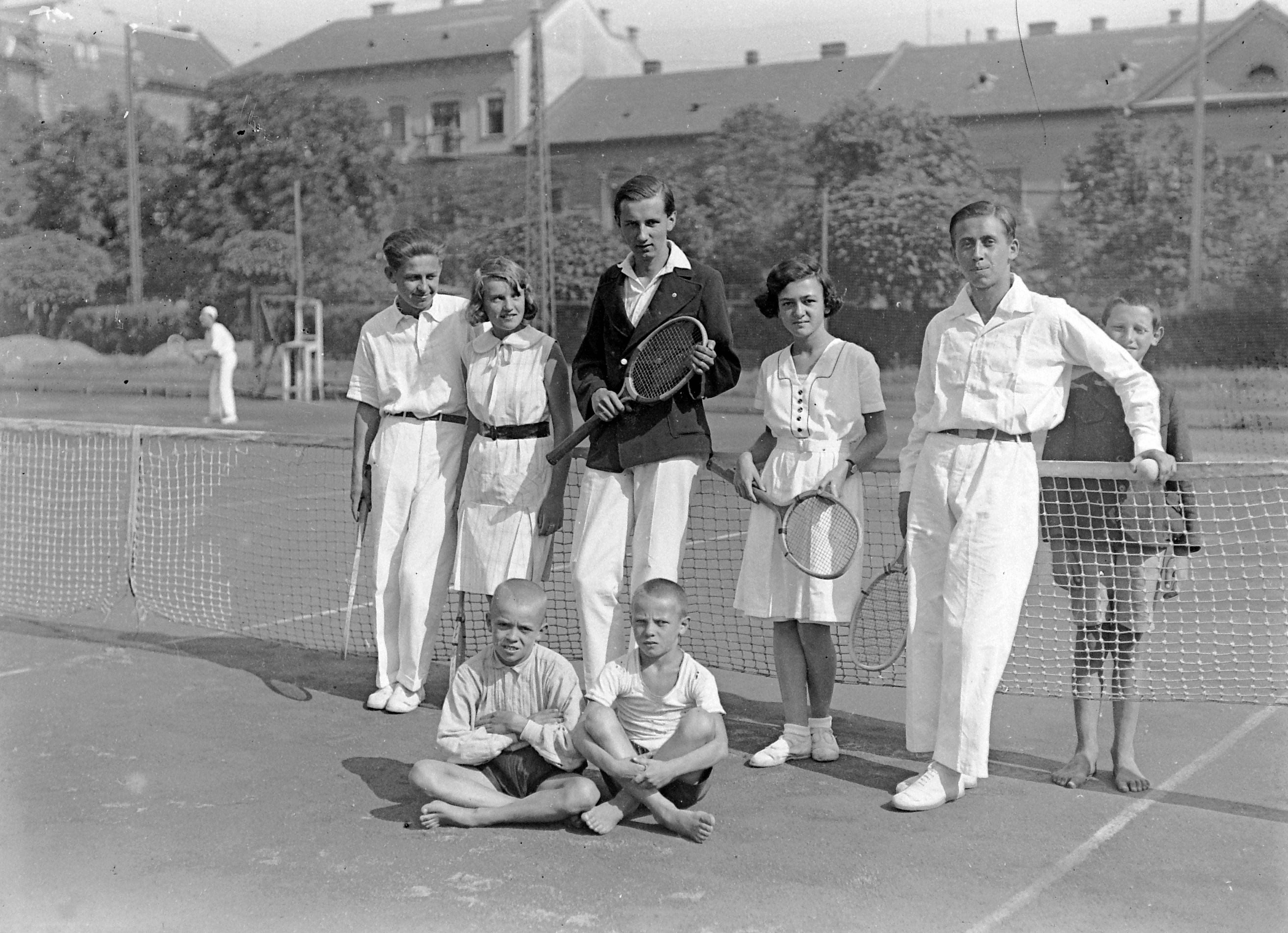
Teniszezők a Széll Kálmán téri sportklub pályáján 1933-ban

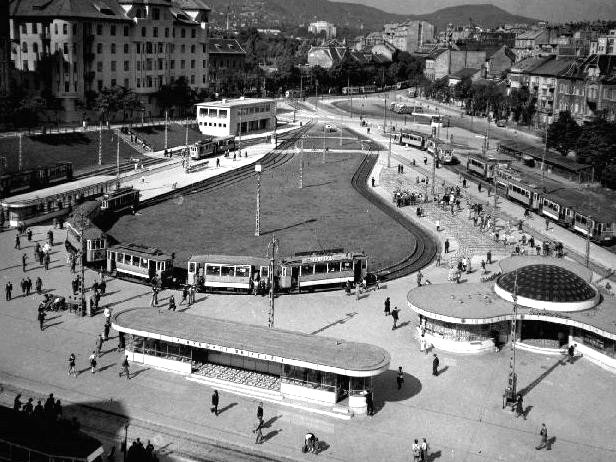
A tér 1940-ben a gombával (jobbra), amelyet 1971-ben lebontottak, így adva helyet az M2-es metróvonal állomásának

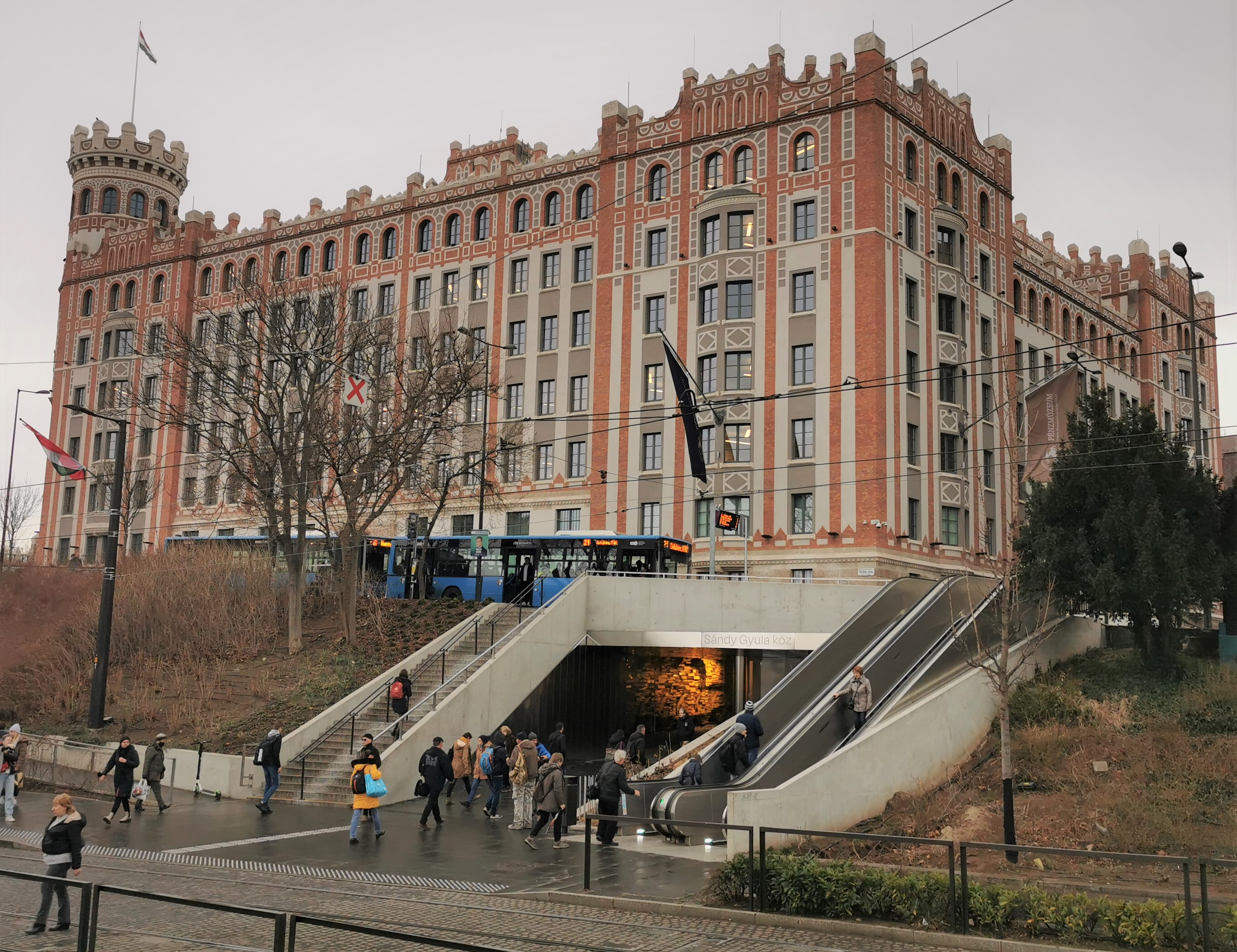
A felújított Postapalota, a Magyar Posta volt székháza és a Sándy Gyula köz aluljárója

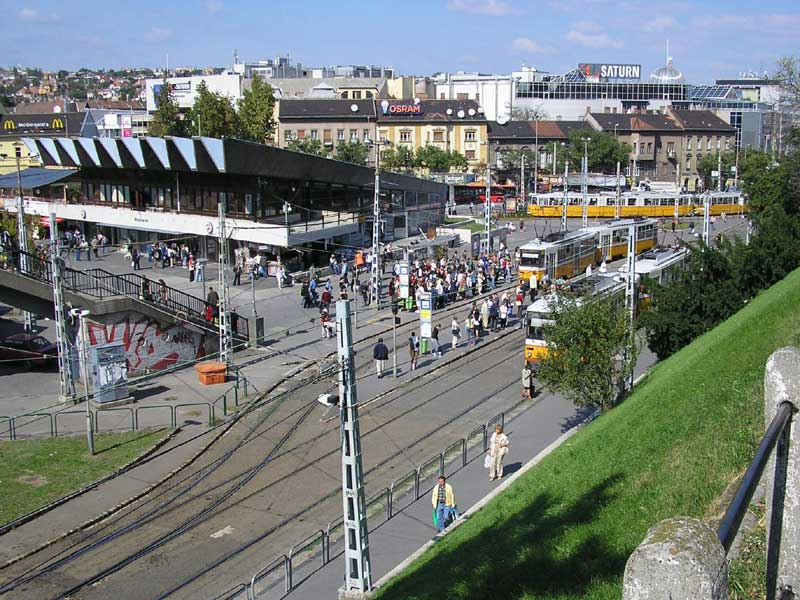
A Széll Kálmán tér 2005 előtt

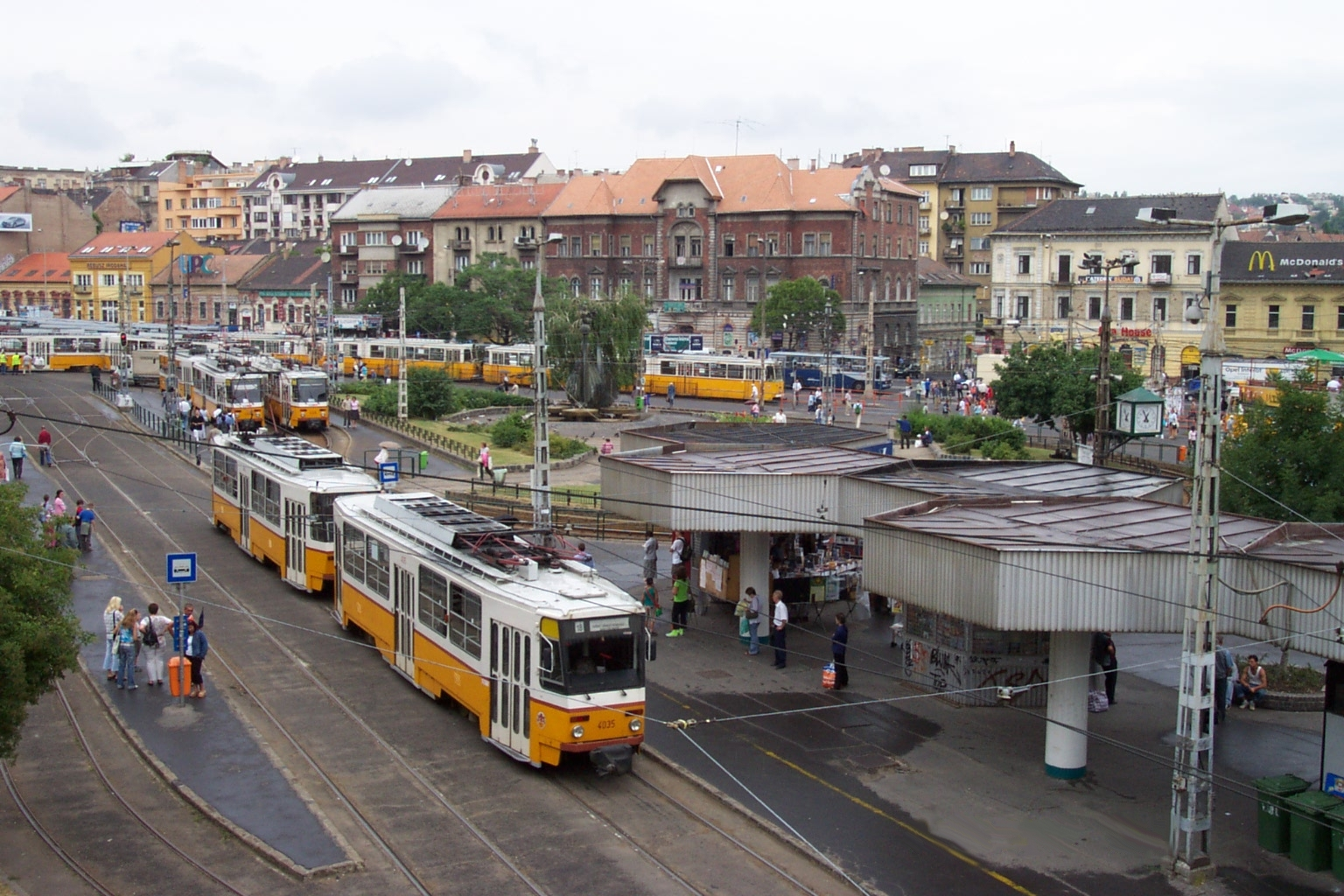
Villamosok a téren 2006-ban az 1977-1978 között alumíniumból épített, méhsejt alakú utasváró tetők előtt

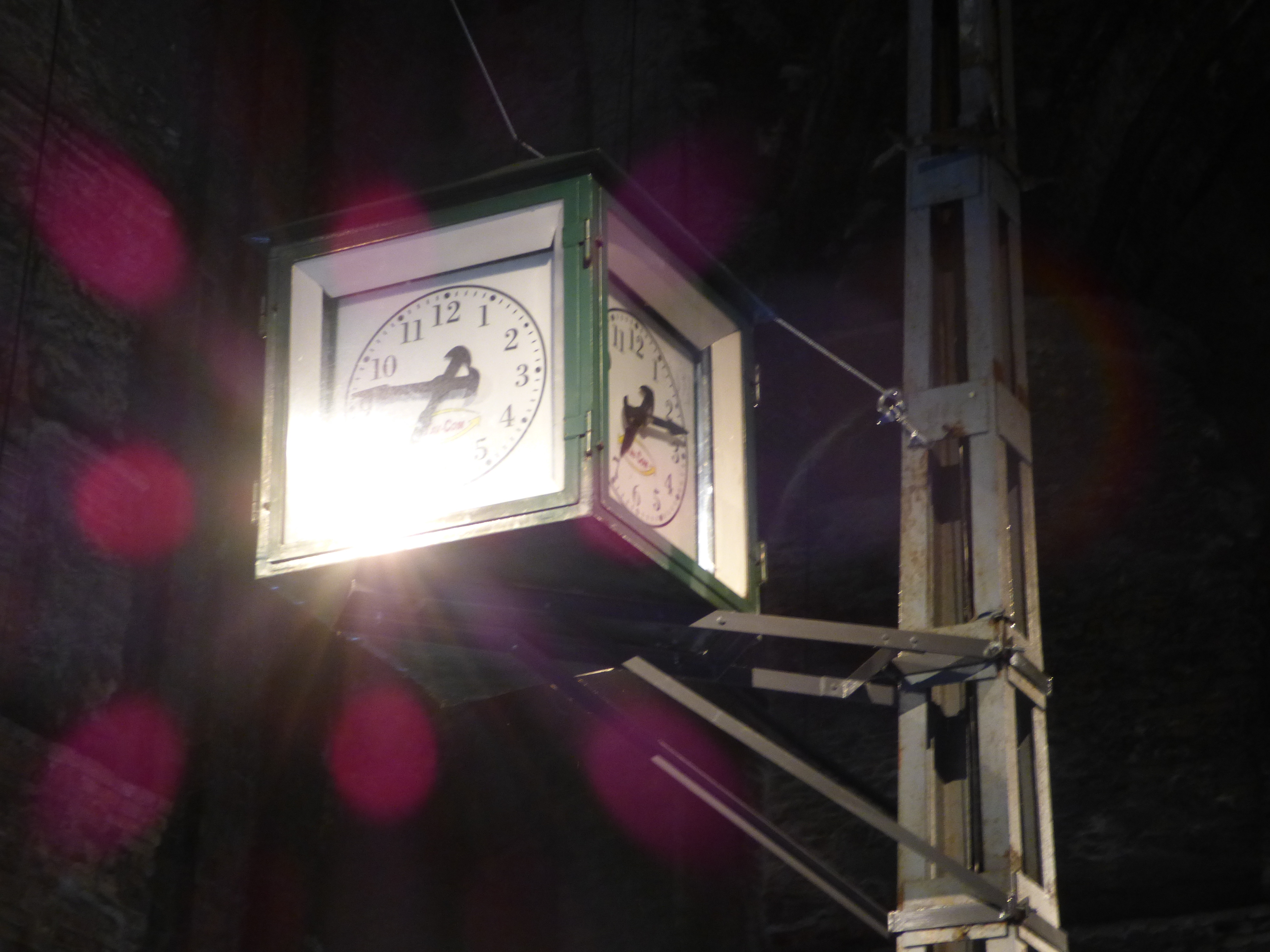
Az egykori Moszkva téri óra a Kiscelli Múzeum kiállításán

A középkorban Logod kapuja nyílt erre a területre, majd a török uralom után agyagbánya nyitását engedélyezték itt, amiből még a 19. század második felében is termeltek ki nyersanyagot egy környékbeli téglavető üzem számára. A bánya idővel feltöltődött talajvízzel, a helyén fokozatosan bányató keletkezett, amelyet telente korcsolyapályának használtak. A fővárostól kibérelt területen szabályos sporttelep létesült, 1914-ben a klub csarnokot is épített hozzá, mellette télen korcsolyapálya, nyáron több teniszpálya működött. 1892-ben épült meg a Vérmező utcával párhuzamos bevágásban haladó jobb parti körvasút.
A területet 1929-ben nevezték el Széll Kálmán térnek; 1938-ban kezdték meg forgalmi csomóponttá alakítását, amivel 1941-ben végeztek. 1945 elején a teret és épületeit a németek és az oldalukon harcoló magyar csapatok illetve a várost ostromló szovjetek közötti harcok során súlyos károk érték. A tér nevét 1951-ben változtatták Moszkva térre. A metró budai szakaszának megnyitásakor, 1972-ben a forgalmat teljesen átszervezték. A régi kis épület, a „gomba” helyére ekkor emelték a metróbejárat legyező alakú betoncsarnokát, amely a tér arculatát máig meghatározza. A főváros leghosszabb mozgólépcsői üzemelnek itt.
Nappal a közutakon folyamatos az intenzív közúti forgalom, a légszennyezés mértéke a kritikus időszakokban a megengedett határok körül mozog. A téren alig maradt hely park vagy pihenőhely számára. A villamossínek között kisebb zöldterületet alakítottak ki, közepén 1979 óta csobogókút áll, amelyet a görög kommunista szabadságharcosok emlékére emeltek. (A 2015-2016 között tartó felújítás során a szobrot áthelyezték a Krisztina körút és a Várfok utca sarkára.) A tér egyik legszebb épülete volt a Magyar Posta Vezérigazgatóságának korábbi, a tér fölé magasodó székháza, amelyet 1923 és 1925 között emeltek Sándy Gyula tervei alapján. Az épületet 2008-ban szállodai konzorcium számára négymilliárd forintért adta el a Posta, azóta állaga ijesztően romlott, és az alacsony árat is hivatalból vizsgálták. 2016-2022 között tartott, a belőle Buda Palota néven kialakítandó épület felújítása. A tér a környékbeliek, illetve hétvégén a kirándulók kedvelt találkozóhelye. A nyolcvanas évektől a közelmúltig, munkanapokon reggelente a feketén munkát vállalók hírhedt gyülekezőhelye is lett, amit a pesti szleng az 1990-es években "emberpiacként" emlegetett. A tér utolsó 2015-2016 között tartó felújítását követően 2021-ben a Sándy Gyula által tervezett Postapalota felújítása során szintbeli gyalogos átjárót alakítottak ki a Krisztina körút és a tér között, amit még 2019-ben Sándy Gyula köznek neveztek el. (Innen nyílik az új Pénzmúzum bejárata a Postapalota alsó szintjén.)

## Korábbi nevei
A tér 1929 előtt névtelen közterület volt. Gödör néven emlegették, amit az itt lévő agyagbányáról kapott. 1929-ben nevezték el Széll Kálmán térnek az egykori magyar miniszterelnökről. 1951-ben a szovjetbarát állam városvezetése a tér nevét Moszkva térre változtatta. A rendszerváltás után felmerült a tér átnevezése Antall József térre, de ez a lépés nem történt meg. Végül 2011. május 12-től a Fővárosi Közgyűlés döntése alapján a teret ismét Széll Kálmán térnek hívják.

### Kalef
"Kalef", ritkábban "Széllkalef" volt a tér kedvelt elnevezése az 1950-es és az 1970-es évek között. A „Kalef” a Kálmán férfinév egyik becéző formája. Berta Zsolt azonos című regénye a kalefaktor szóból eredezteti a tér elnevezését. A második világháború előtt a kalefaktor a fűtő szakmát jelölte, a Széll Kálmán tér pedig az alkalmi munkából élő fűtőinasok piaca volt. A Budai Várnegyedben és környéken lévő háztartások számára reggelente itt bízták meg a fűtőinasokat, hogy kihamuzzák és megrakják a fa- vagy széntüzelésű kandallójukat.
A Moszkva téri ücsörgést, nézelődést és randevúzást a Kádár-korszak szlengjében "kalefozásnak" is nevezték. A „kalefozzunk” jelentése: találkozzunk a Moszkva téri óra alatt. Az 1980-as években ez átalakult „az óra alatt!”-tá. Az 1990-es évekre teljesen kikopott ez a kifejezés.
A nyolcvanas évek végéig a fiatalok hétvégenként a Moszkva téren találkoztak, hogy itt szerezzék be az információkat az aktuális házibulikról, ahogy erről Török Ferenc Moszkva tér című 2001-es filmje is szól.

## Fekvése
A Rózsadomb, a Várhegy és a Kis-Sváb-hegy közötti völgyben, a Margit körút, a Krisztina körút és a Szilágyi Erzsébet fasor találkozásánál fekszik, az I., a II. és a XII. kerület határán; a tér maga a II. kerülethez tartozik, annak Országút nevű városrészében.
Határai: Krisztina körút 8., Várfok utca 28. és 17., Margit körút 105., Dékán utca 1., és 2., Szilágyi Erzsébet fasor 1., és 2., Krisztina körút 55. (A házszámok 1.-től 11.-ig a II. kerülethez, 12.-től 21.-ig a XII. kerülethez tartoznak.)

## Közösségi közlekedés
Dél-Buda, illetve egyes budai zöldövezetek – Rózsadomb, Pasarét, Pesthidegkút, Zugliget, Hűvösvölgy, Hegyvidék –, továbbá néhány környező település – Nagykovácsi, Budakeszi – és a kedvelt budai kirándulóhelyek felé közlekedő villamos- és autóbuszjáratok átszállóhelye, végállomása. Itt van az M2-es metróvonal egyik forgalmas állomása, melyet 1972-ben adtak át a forgalomnak és 2006 nyarán teljesen felújítottak. A tér és a vele logikailag összefüggő részek (Várfok utca, Krisztina körút határos szakasza stb.) a BKK Zrt. egyik legfontosabb közlekedési csomópontjává nőtte ki magát; ma számos buszjárat (16, 16A, 21, 21A, 22, 91, 102, 128, 129, 139, 140, 140A, 149, 155, 156, 221, 222) illetve villamosjárat (4, 6, 59A) végállomása, amiken felül három buszjárat (5, 39, 116) és hat villamosjárat (17, 56, 56A, 59, 59B, 61) is érinti. Az éjszakai órákban a 6-os villamos mellett autóbuszjáratokkal (916, 922, 922B, 956, 960, 990 is megközelíthető. A téren ezeken felül megáll az M2-es metró is, a terület esetleges rendezésével kapcsolatban pedig távlati tervként felmerült a budapesti fogaskerekű vasút meghosszabbítása is egészen idáig. 1990-ig a villamosok hurokvágányok rendszerén járták körbe a teret. Akkor alakult ki a jelenlegi vágányhálózat alapja. 1972-ig a 44-es, 2007-ig az 56-os és az 59-es, 2008-ig a 61-es és 2016-ig a 18-as is itt végállomásozott. 2019 augusztusától a Volánbusz Budakeszi úti járatainak budapesti végállomása is itt található, amelyeket a szomszédos Széna térről költöztettek át.

## A 2015-2016 közötti rekonstrukció
A tér közlekedési gondjainak megoldása, városképi rendezése régóta napirenden volt, de átfogó rendezési tervet csak 2011 júniusában fogadtak el. A tervek megvalósításának – a finanszírozás mellett – jelentős forgalomszervezési akadályai is voltak, hiszen fenn kellett tartani a villamos- és buszjáratokat, de a tér nem bővíthető, mivel két oldalról is dombok határolják.
2012 szeptemberében kiírták a felújításhoz a tervpályázatot, majd a tér felújításáról szóló szerződést 2014. november 24-én írták alá. A felújítás 2015. január 12-én kezdődött; január végén az emblematikus, 1941 óta ott állt köztéri órát a Kiscelli Múzeumba szállították. A kivitelezési munkákat a Széll Kálmán tér 2014 Konzorcium (WIS Holding Zrt., KÉSZ Építő és Szerelő Zrt.) végezte el nettó 5,3 milliárd forintért. A felújítás több mint 400 napig tartott, a teret 2016. május 10-én nyitották meg. Tarlós István június 17-én hivatalosan is átadta.
Nem sokkal később kiderült, hogy a munkák egy részét felületesen végezték el: Már két nappal a használatbavétel után cserélni kellett a szökőkút vízellátó rendszerét. A talaj vízáteresztő képességének problémái miatt az ide ültetett 180 fából számos néhány hónap múltán kiszáradt. A régi óra helyére került digitális kijelző – a kivitelező szerint azért, mert az eredeti tervekkel ellentétben az oszlopba zsúfolták a vezérlőszerkezetet – 2017. január-februárban nem, illetve megbízhatatlanul működött. A BKK cáfolta, hogy eredetileg a metró- vagy a kiszolgálóépületben akarták volna elhelyezni a vezérlést. Amíg nem működött a digitális kijelző, valaki analóg faliórát ragasztott a betonoszlopra. A BKK szerint február 8-ra megjavították az órát, ekkor néhány hetes próbaüzem kezdődött.

### Az átépítés

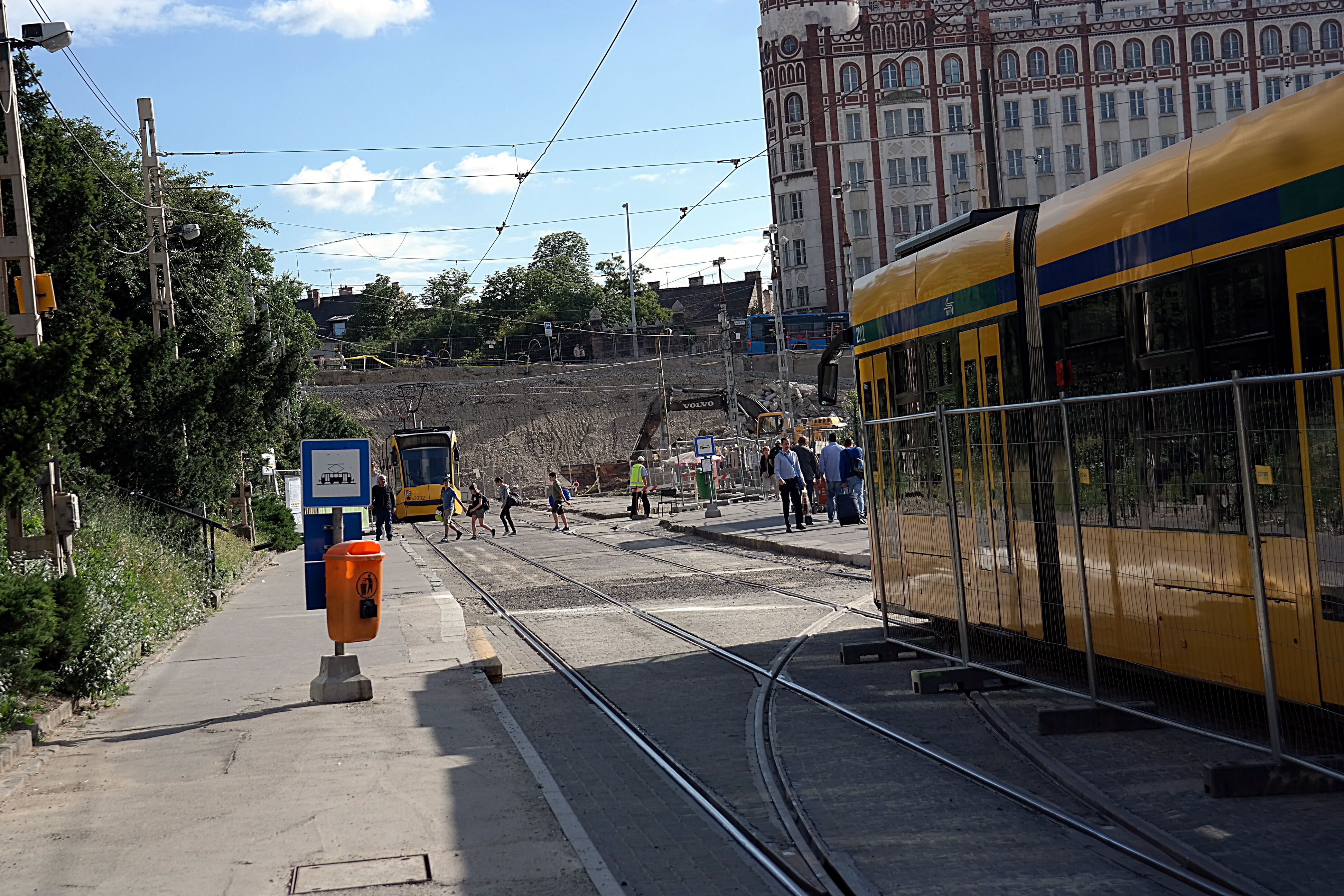
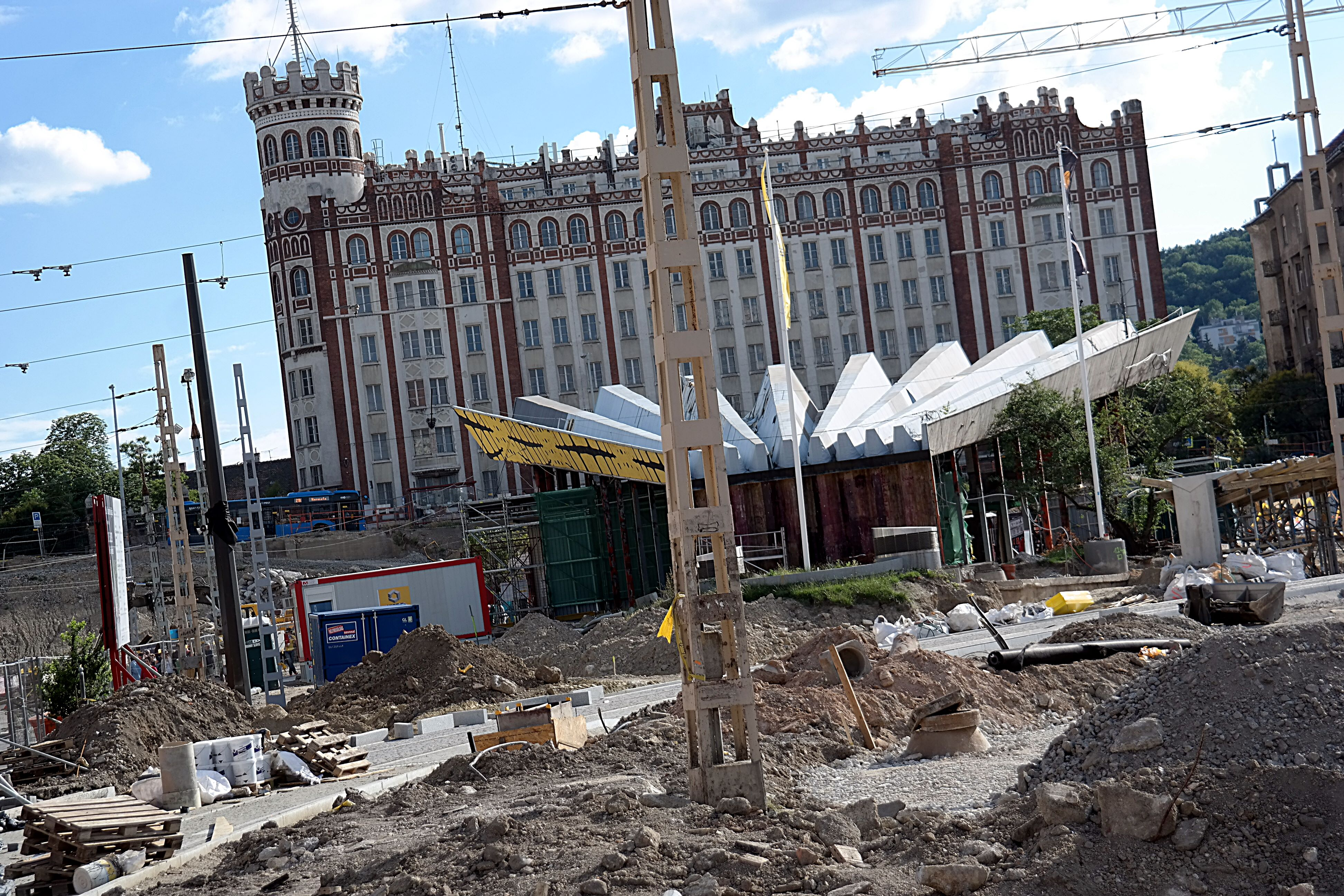
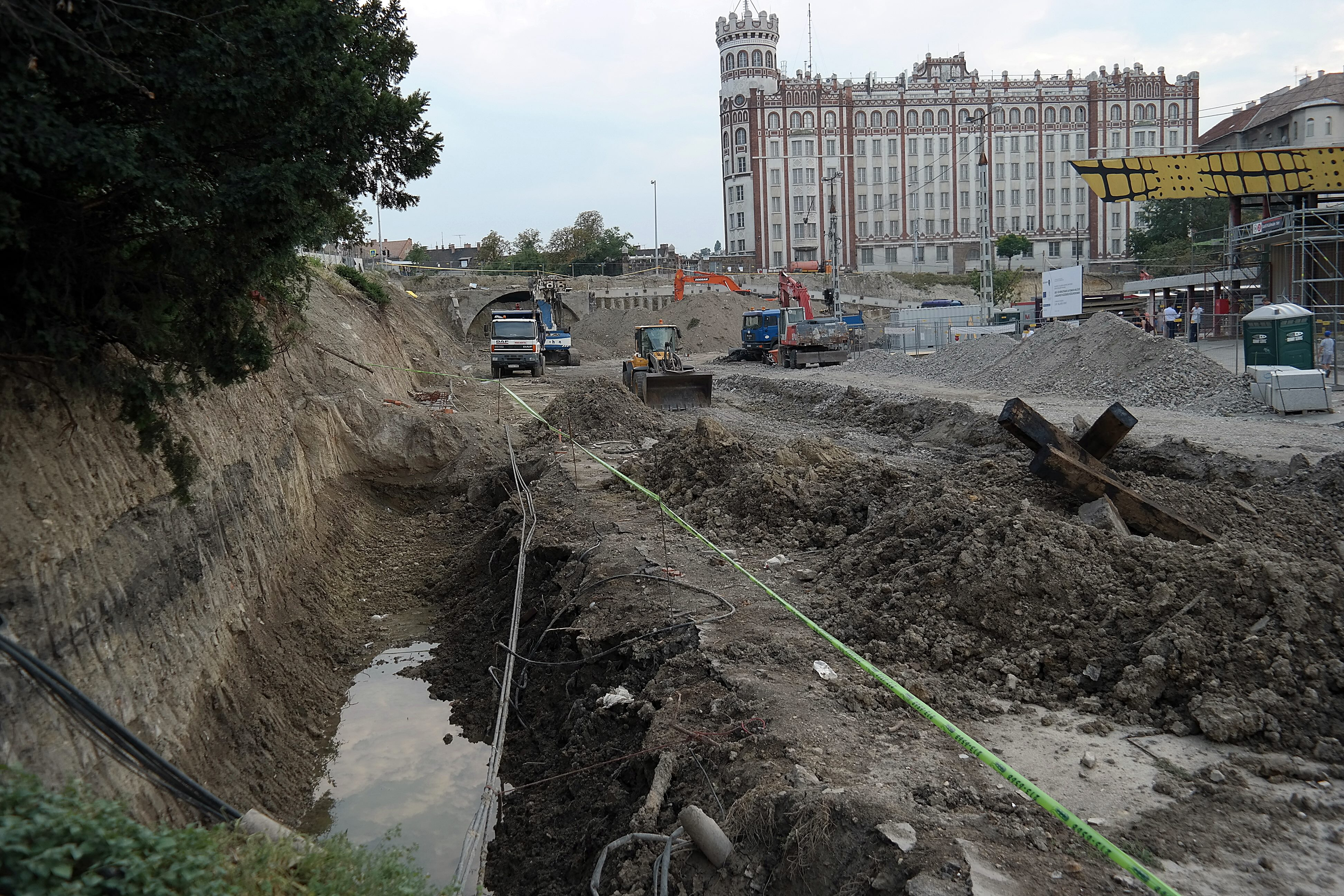
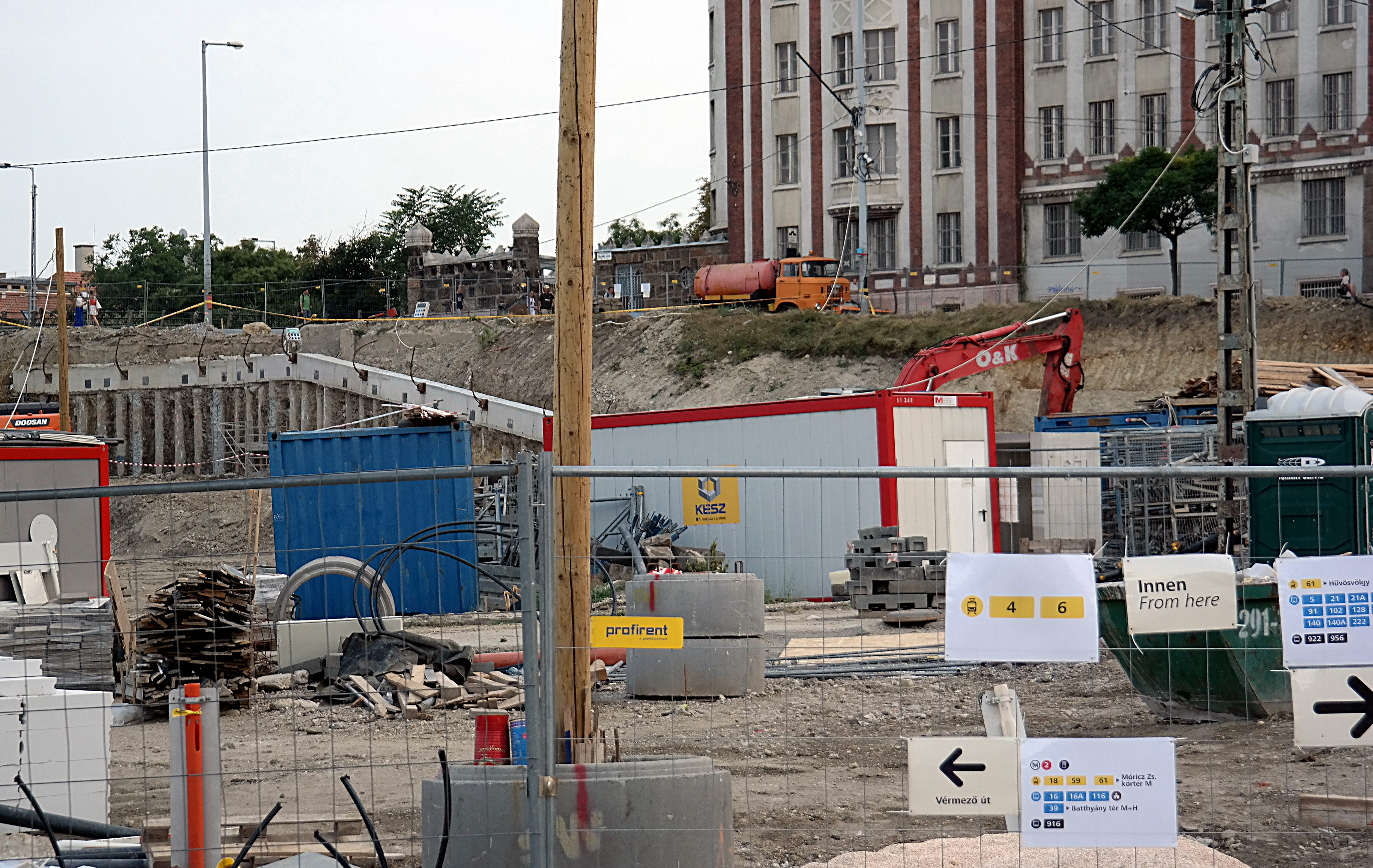
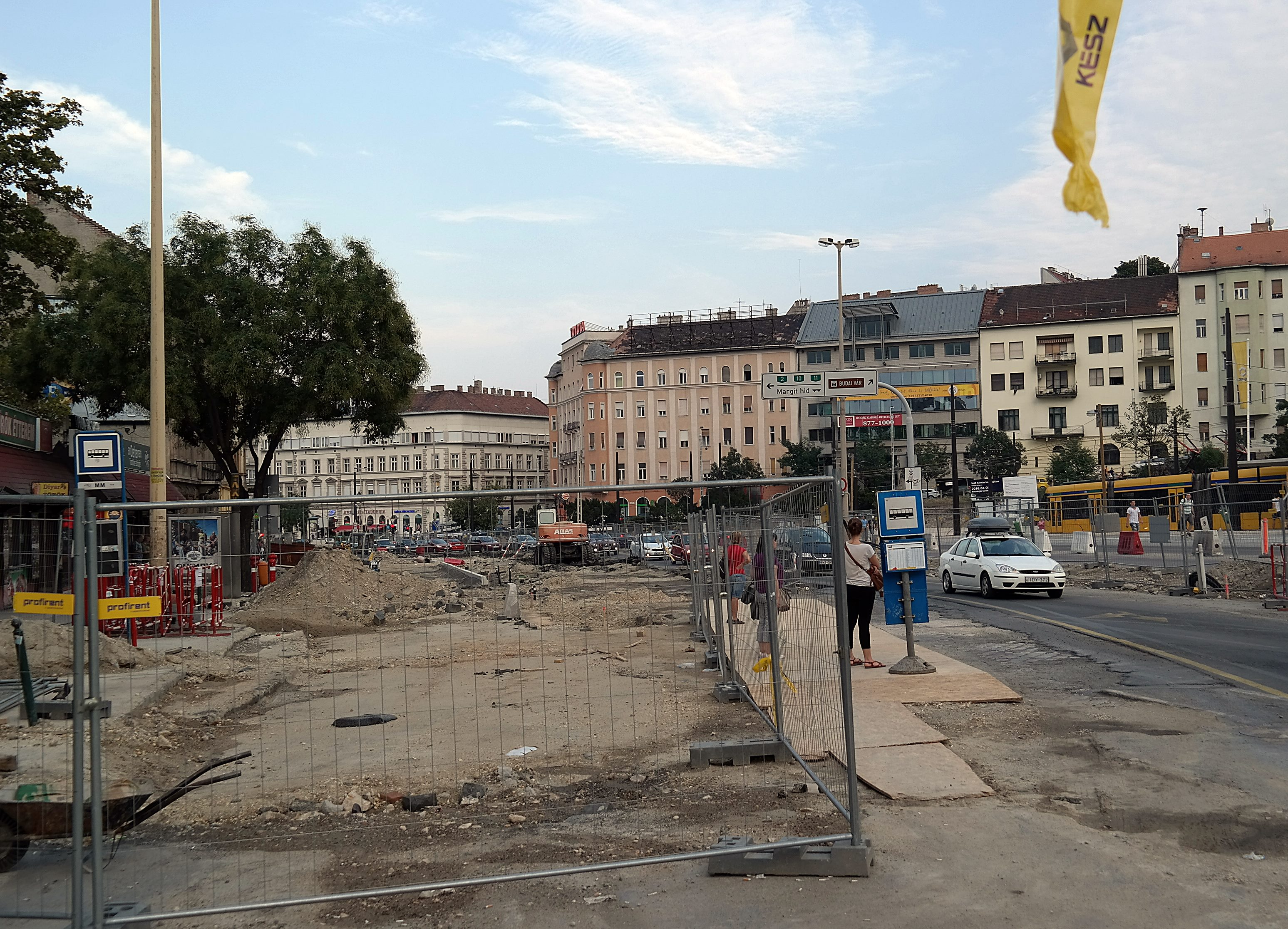
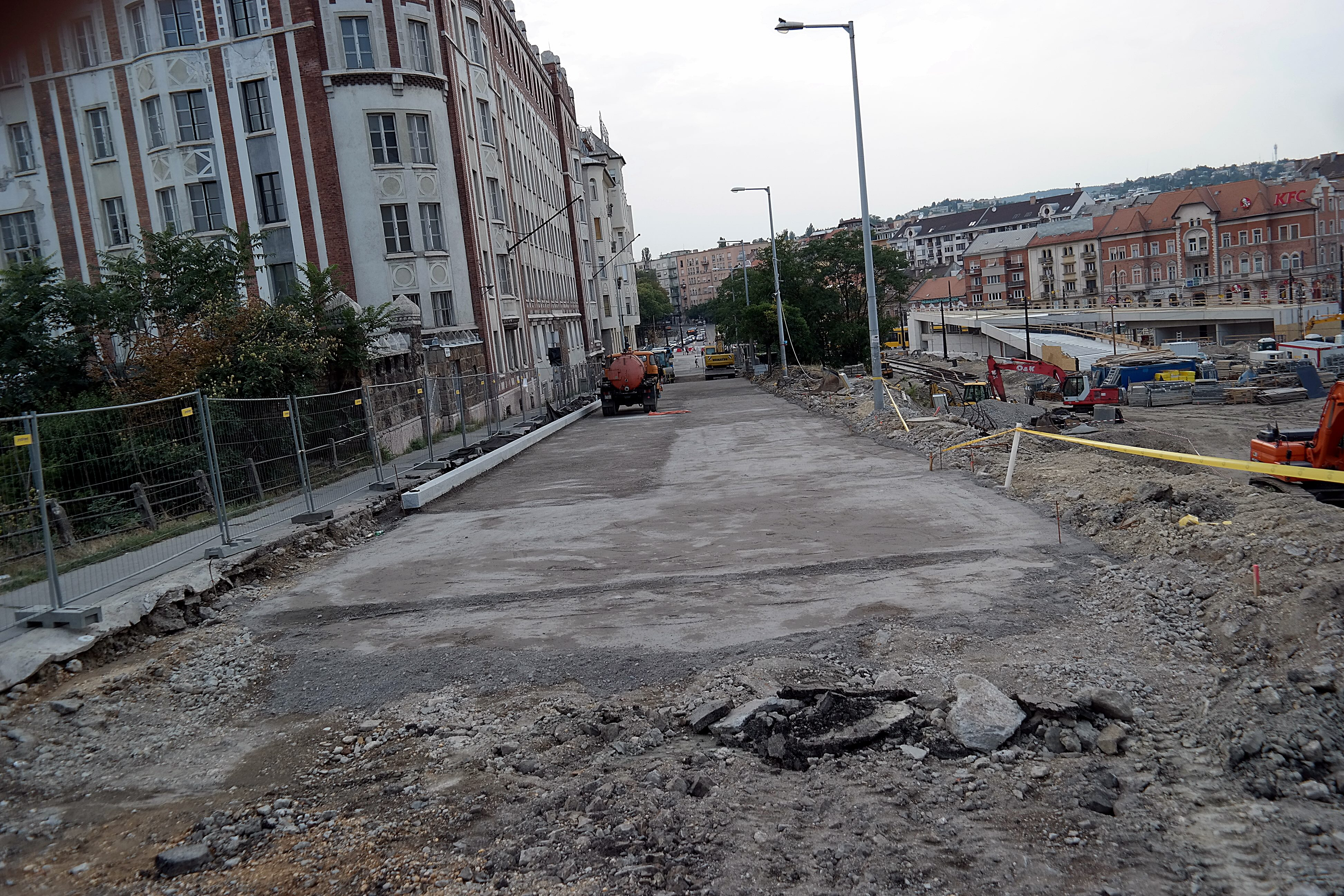
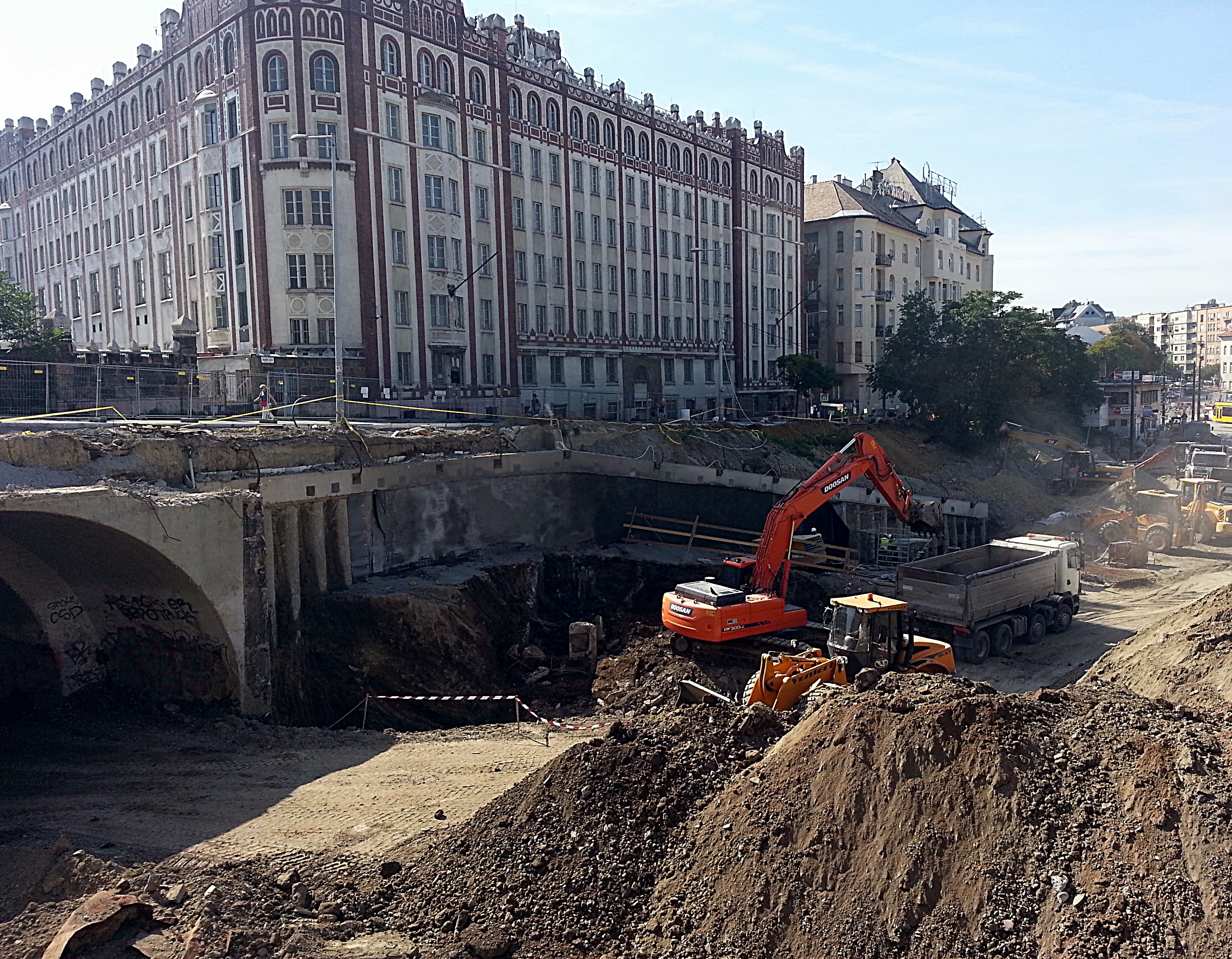
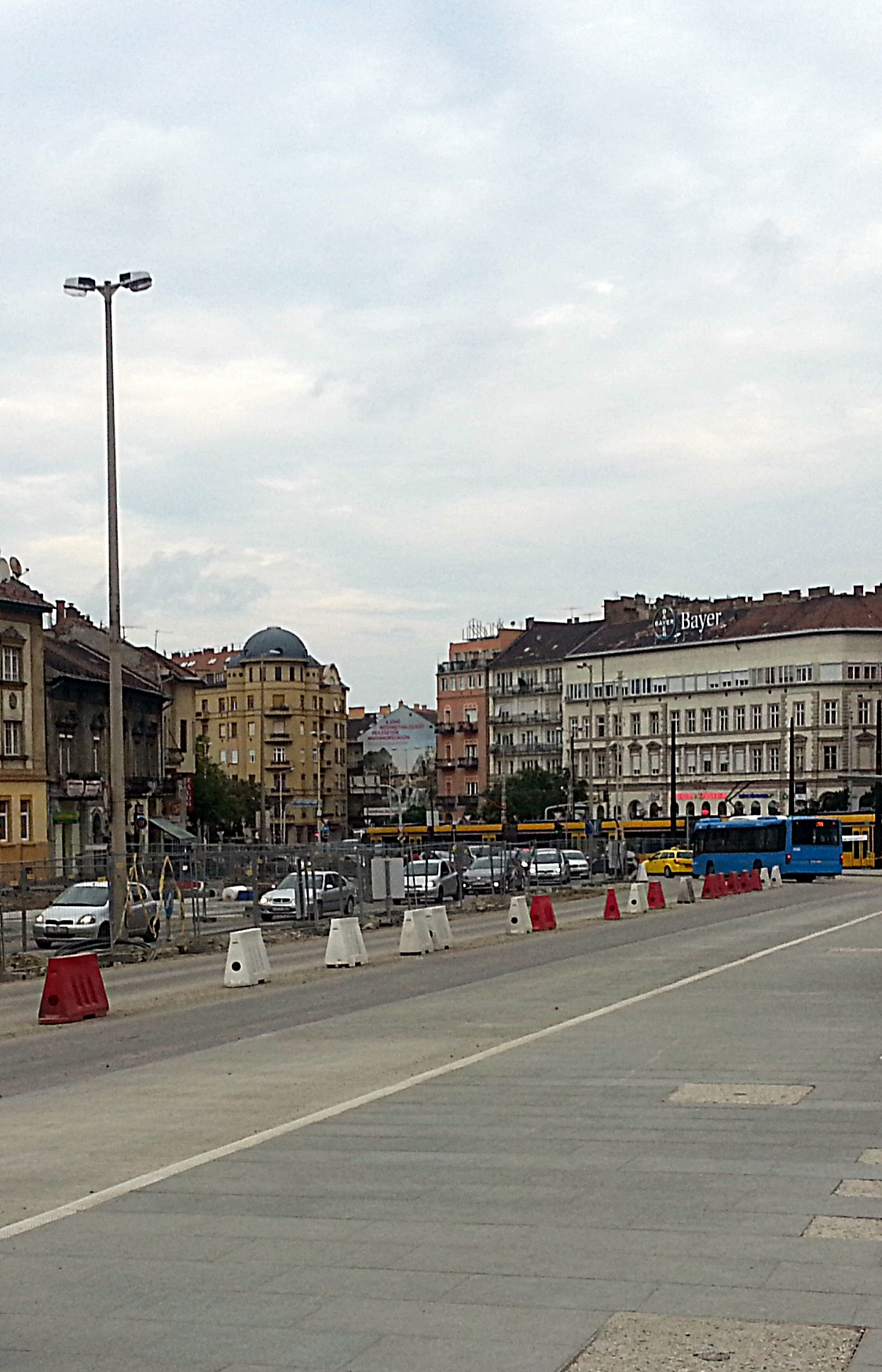
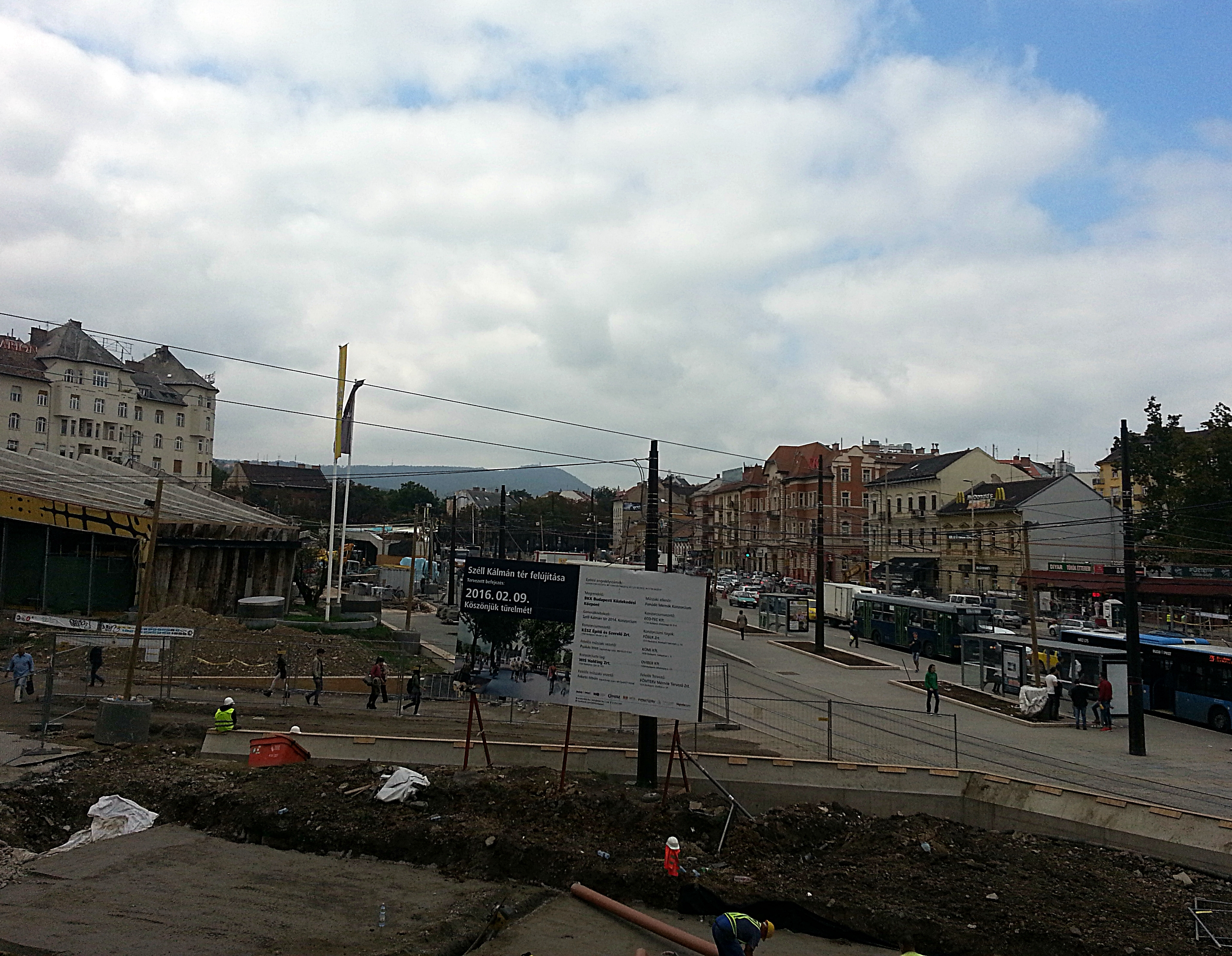
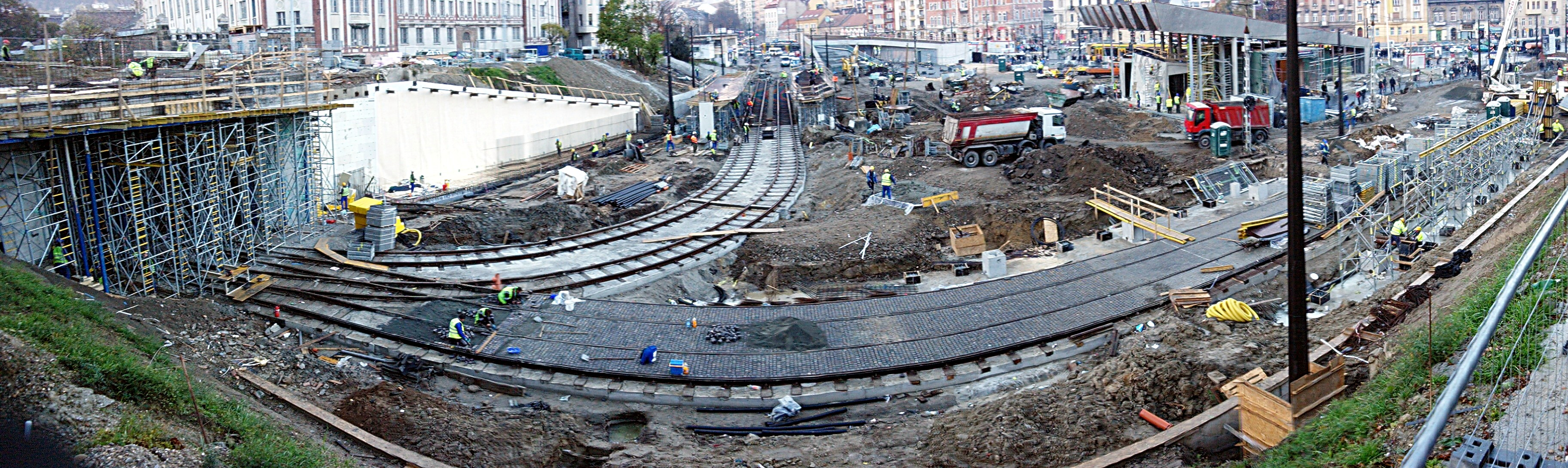
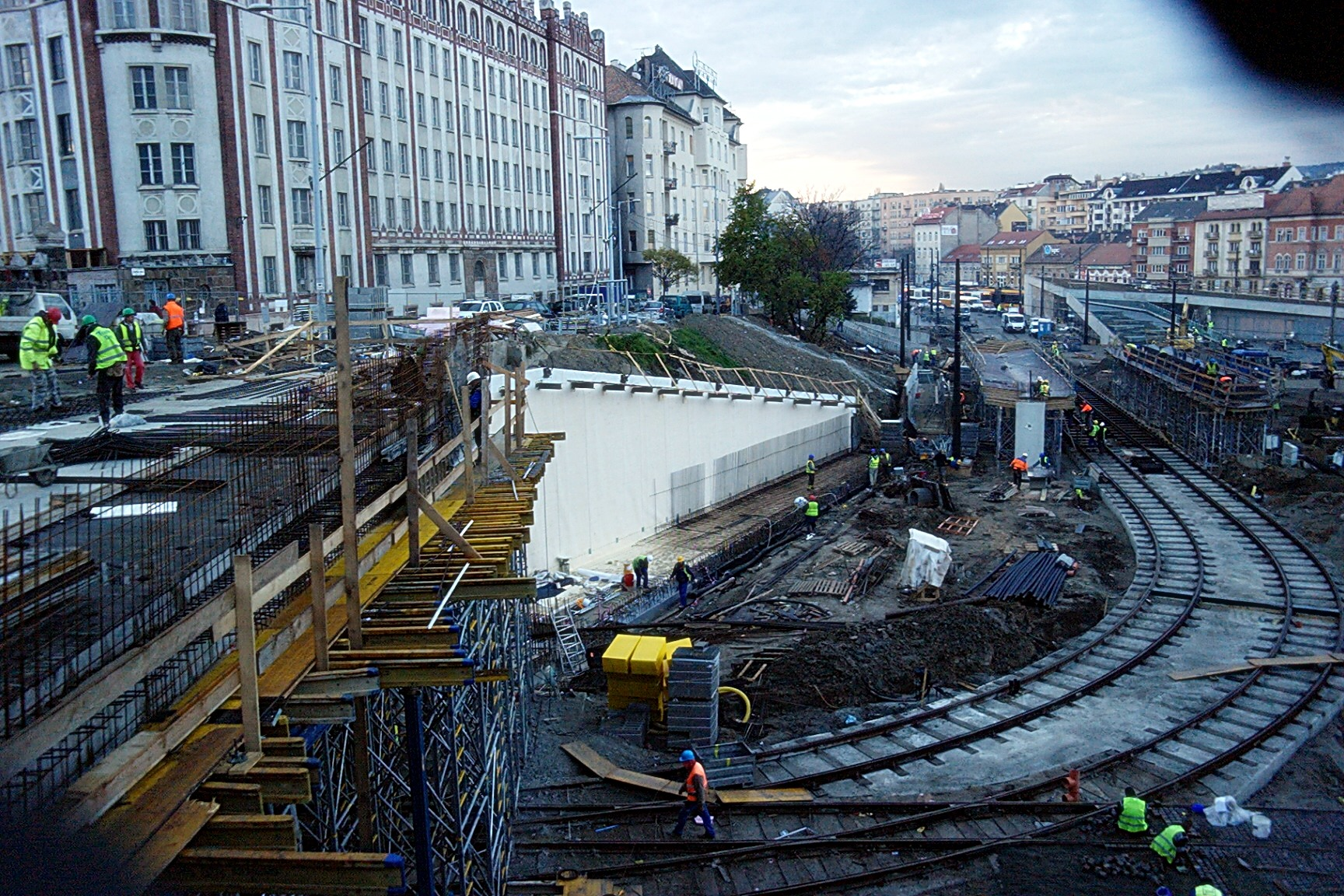
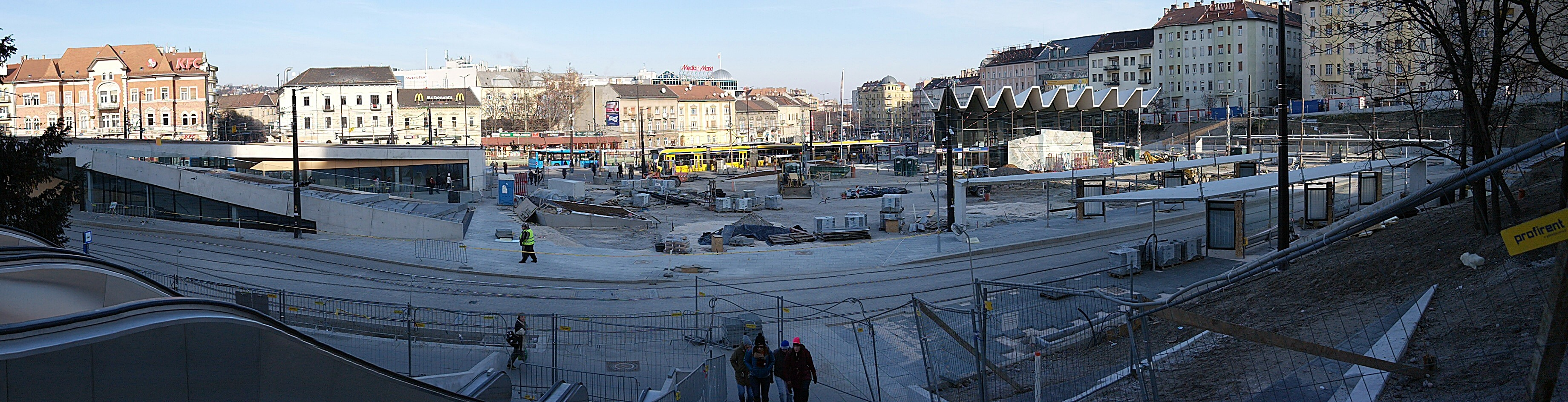
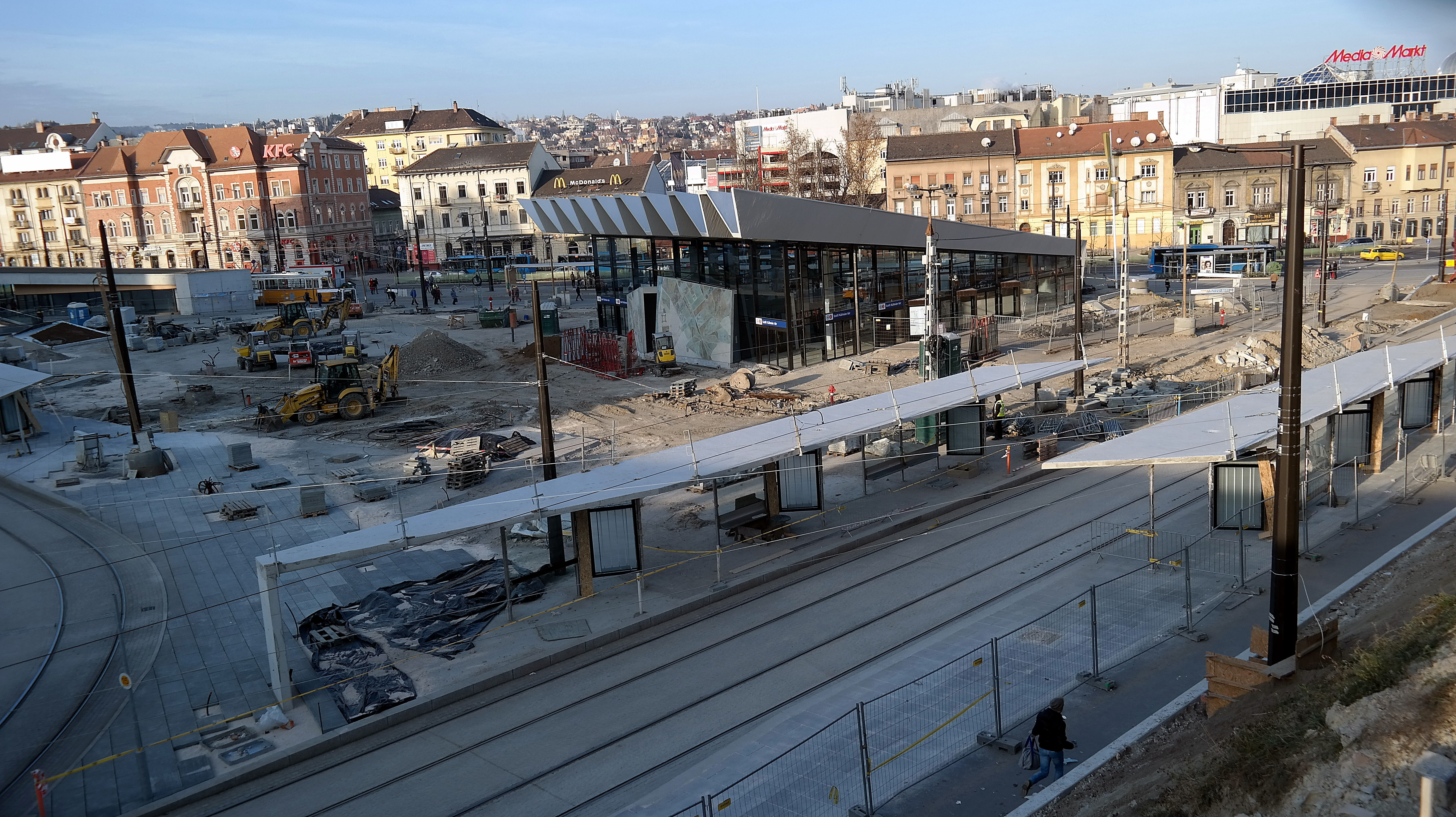
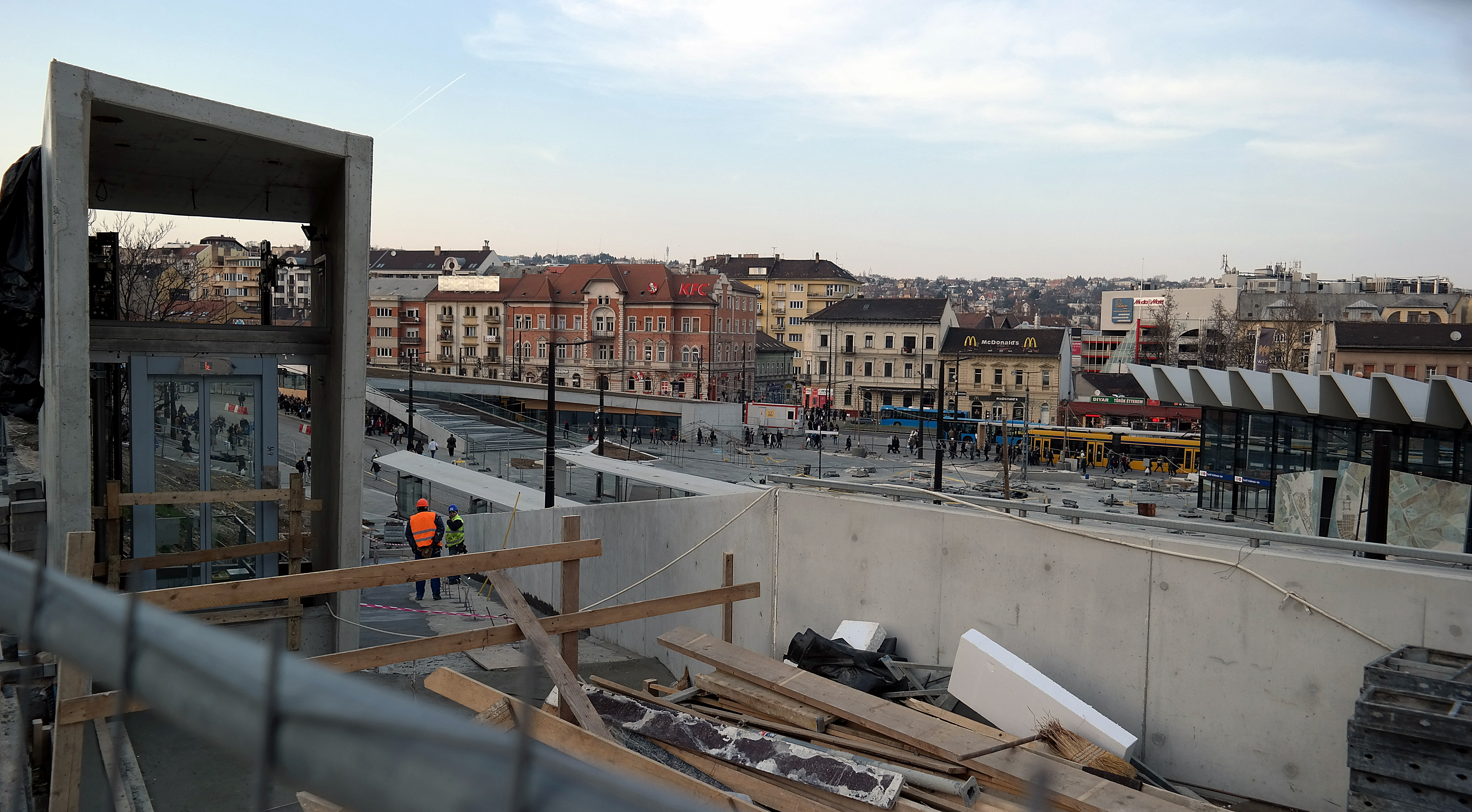
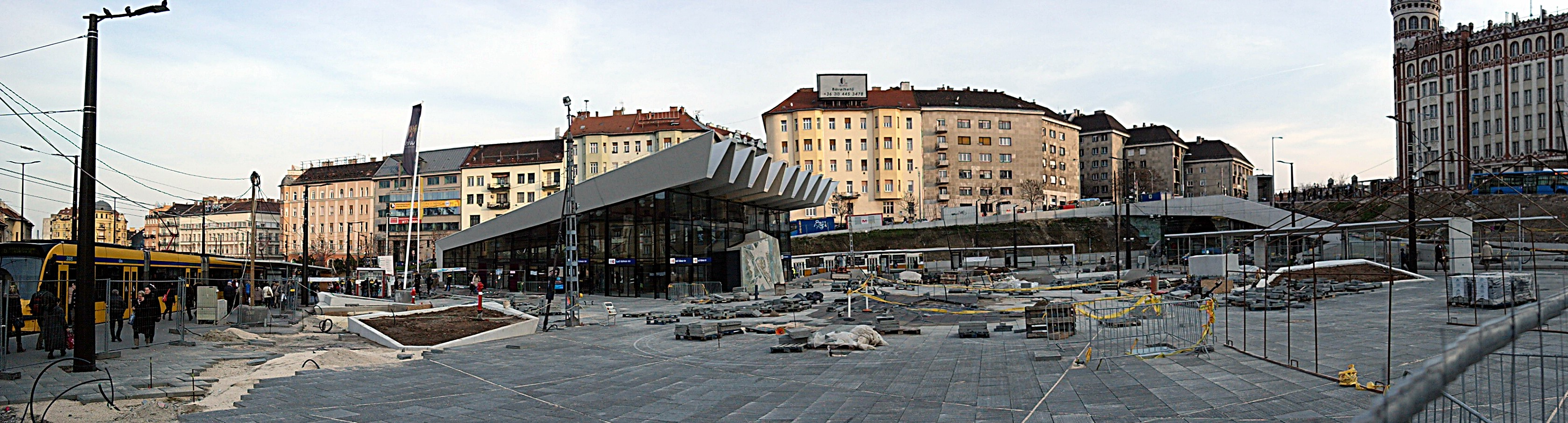

### Az elkészült tér

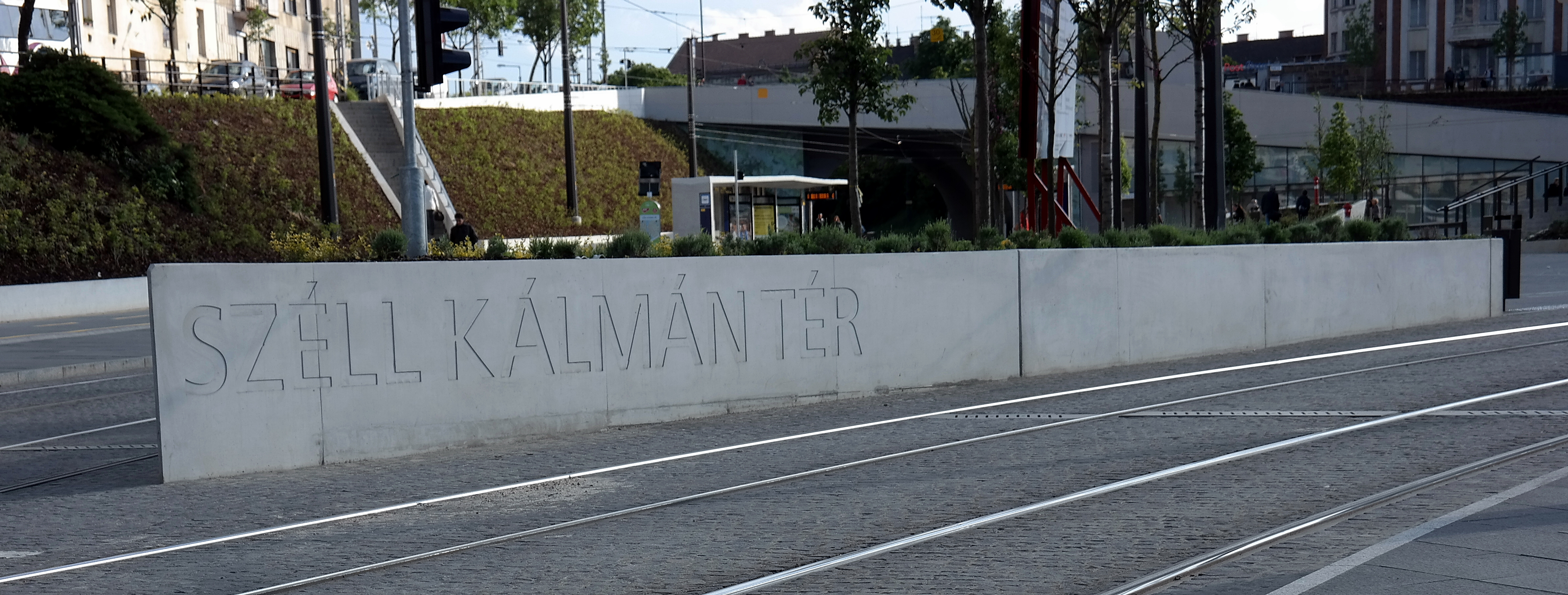
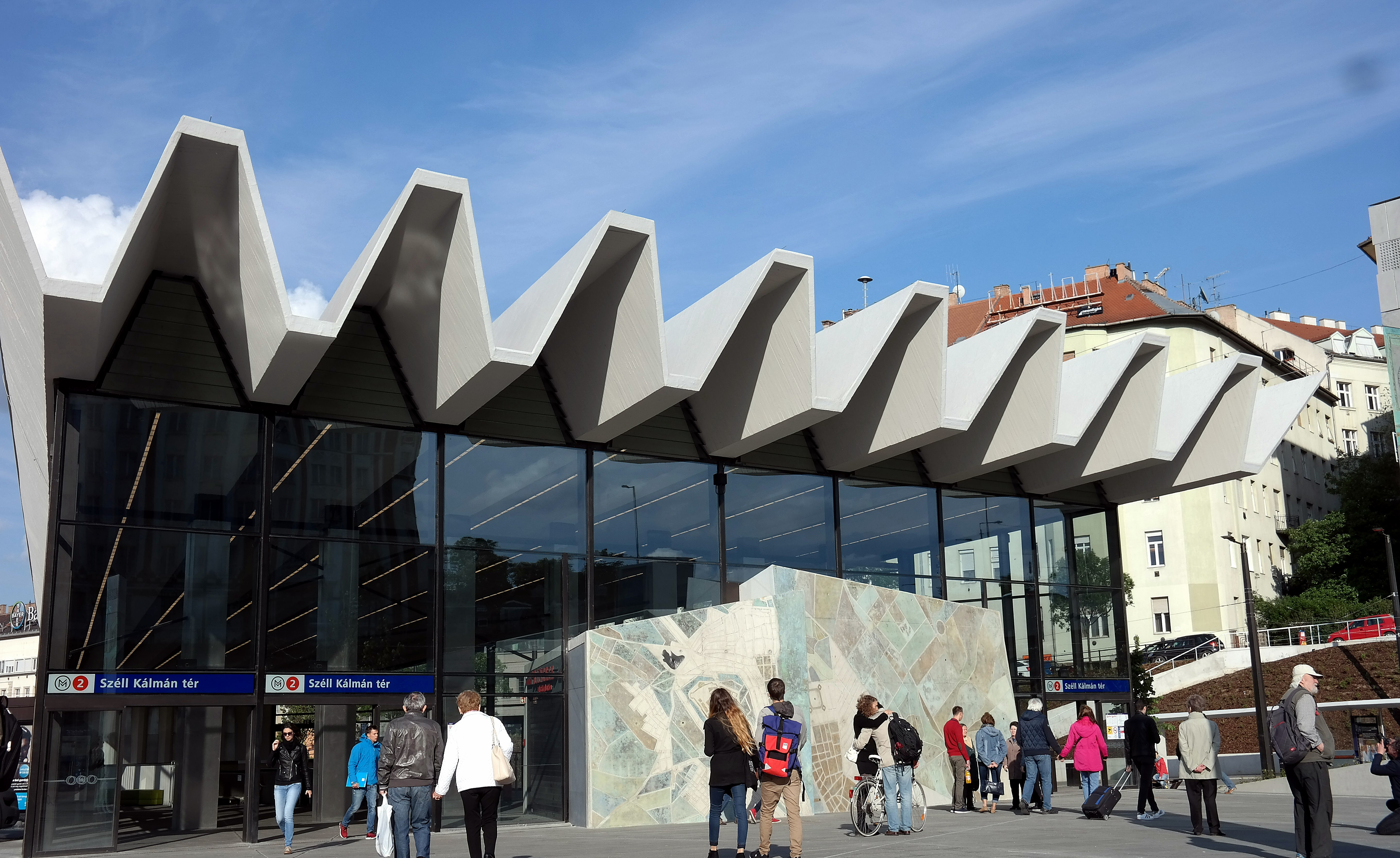
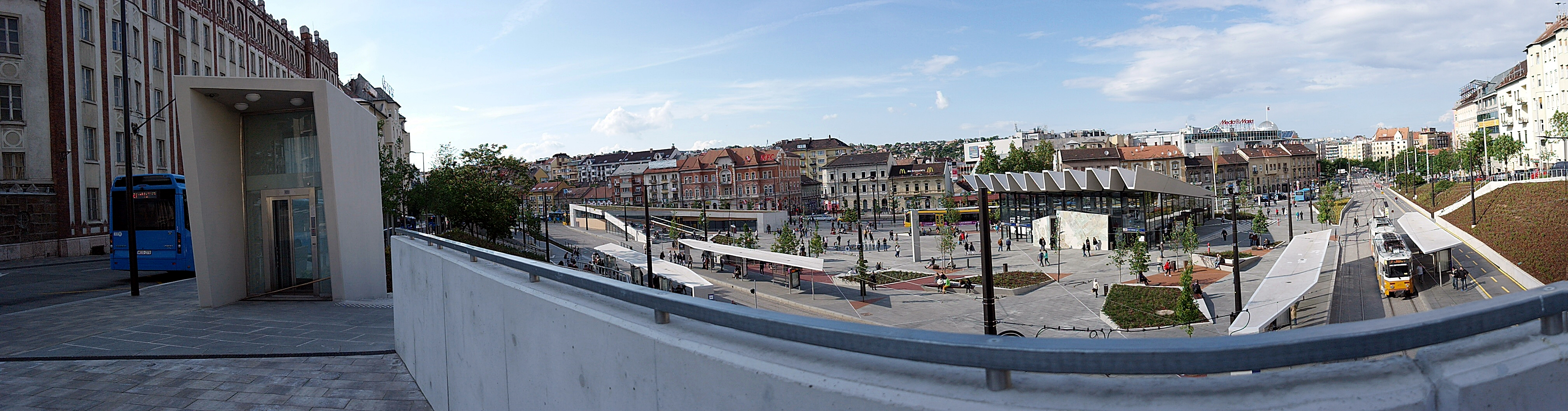
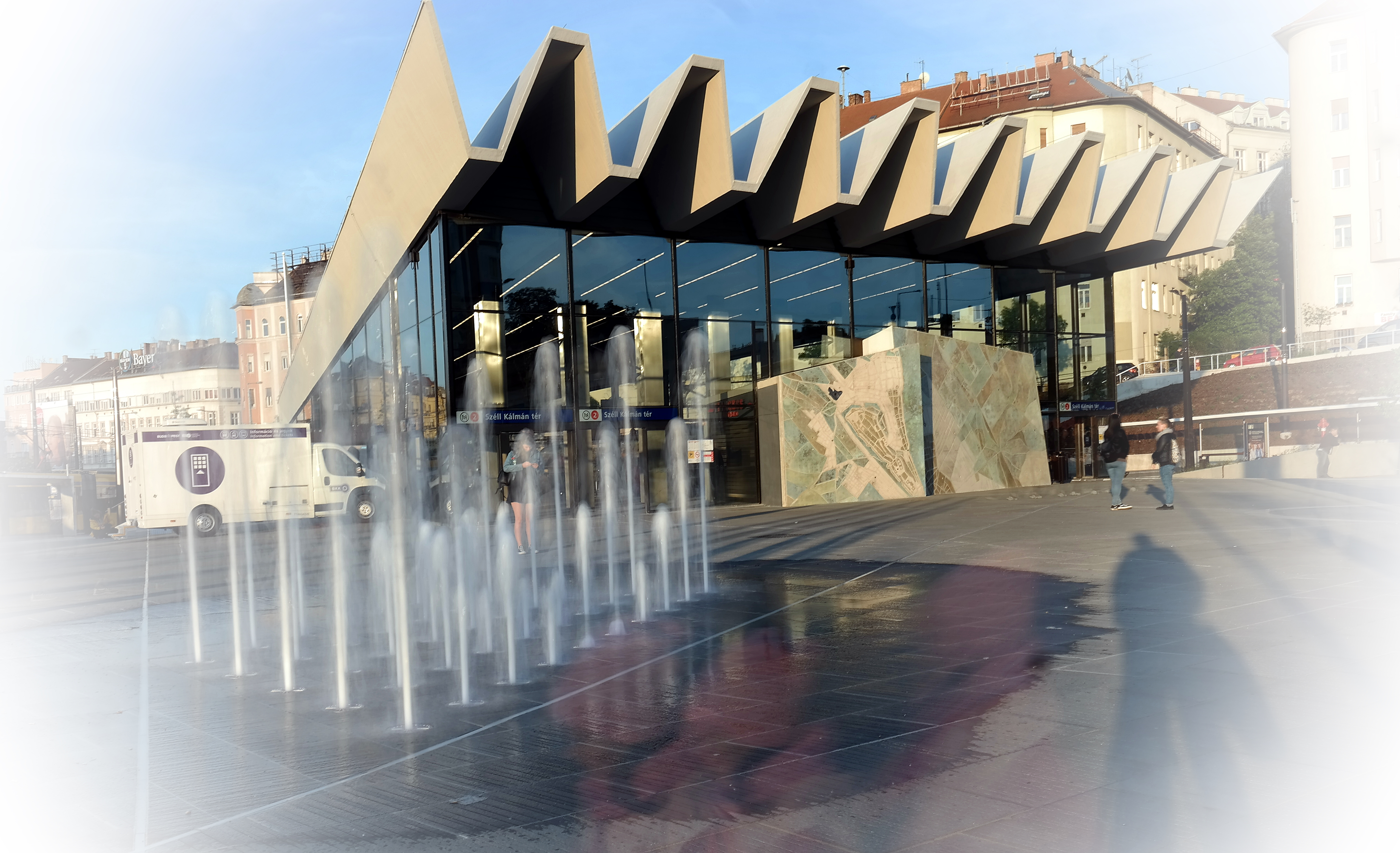
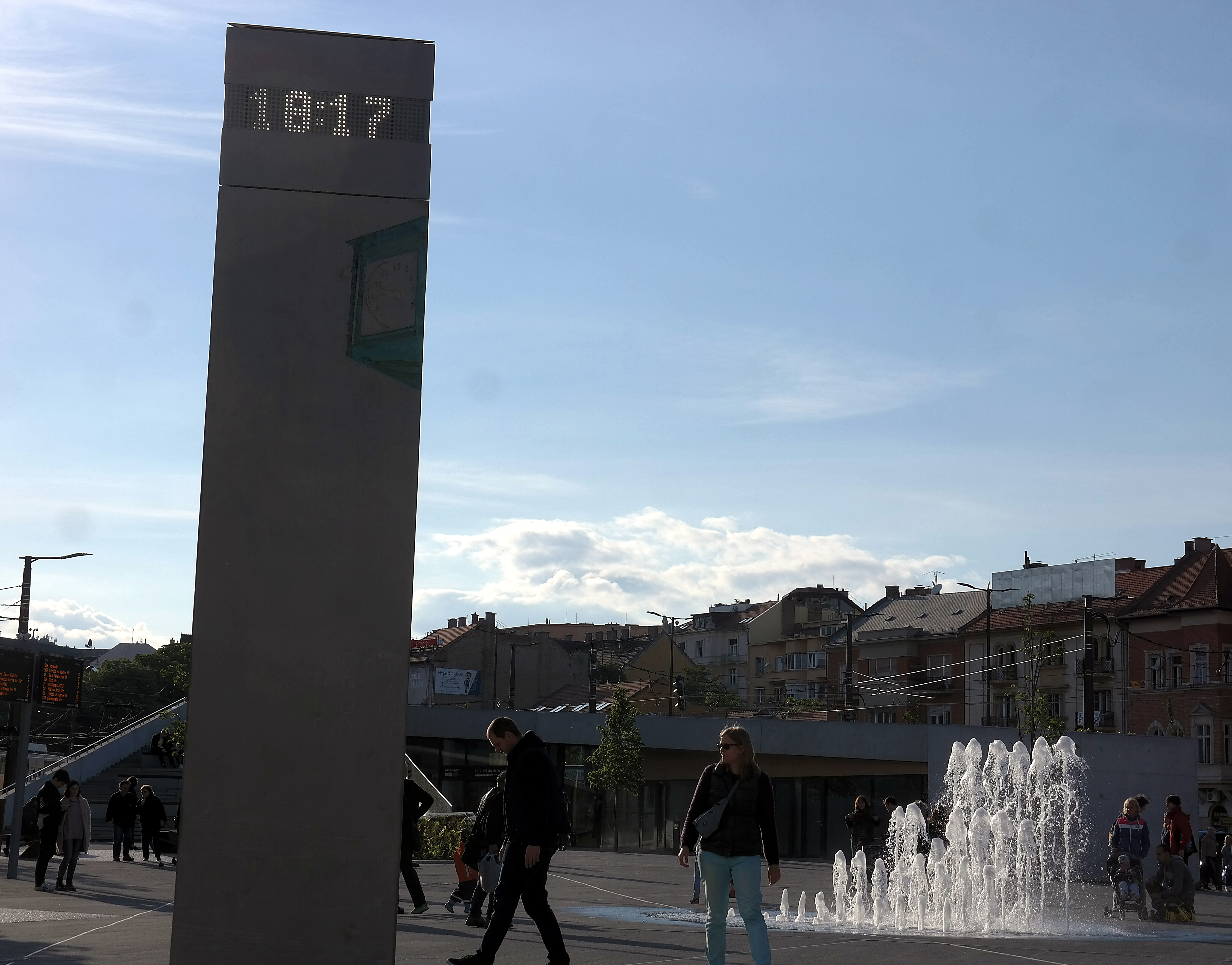
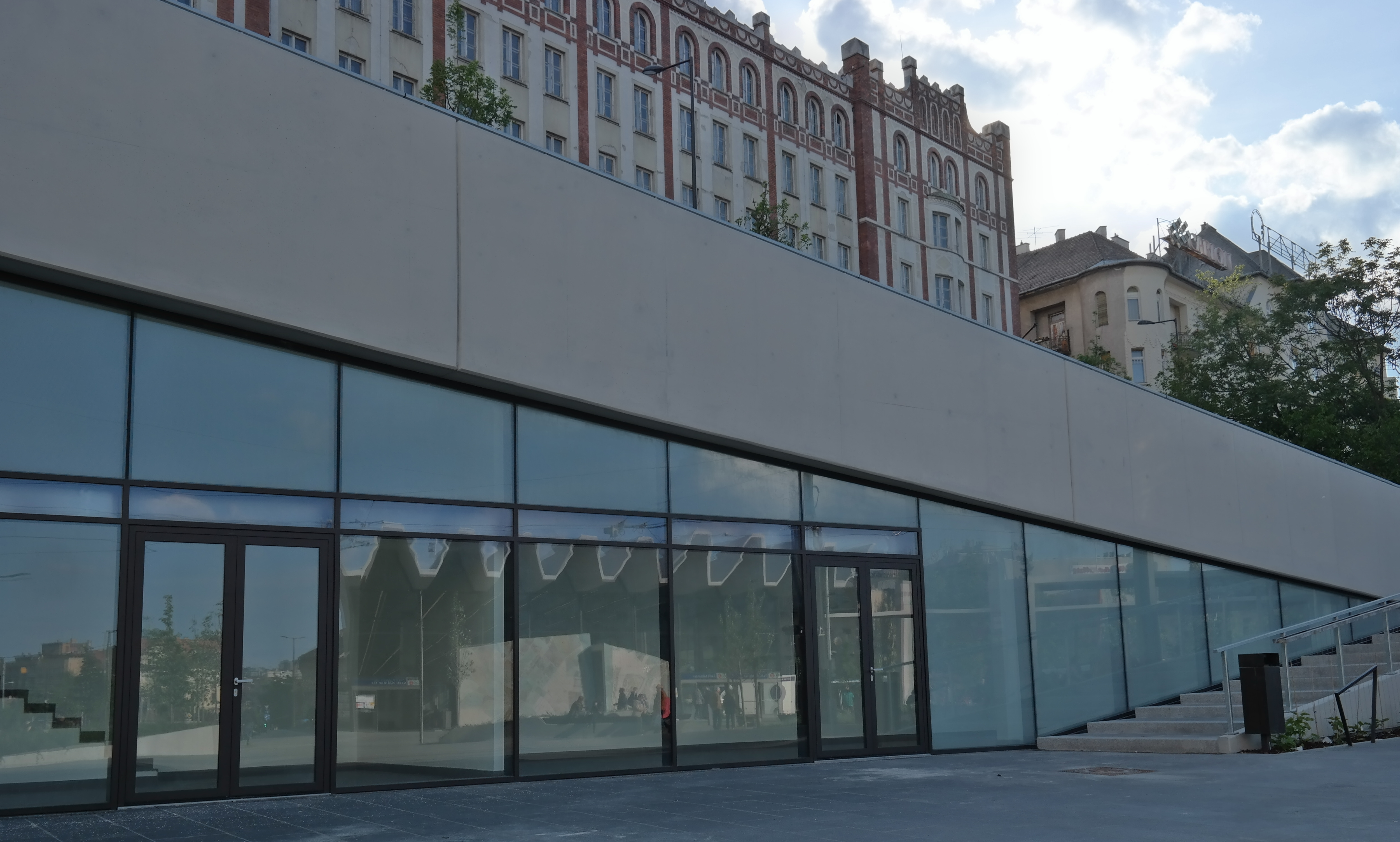
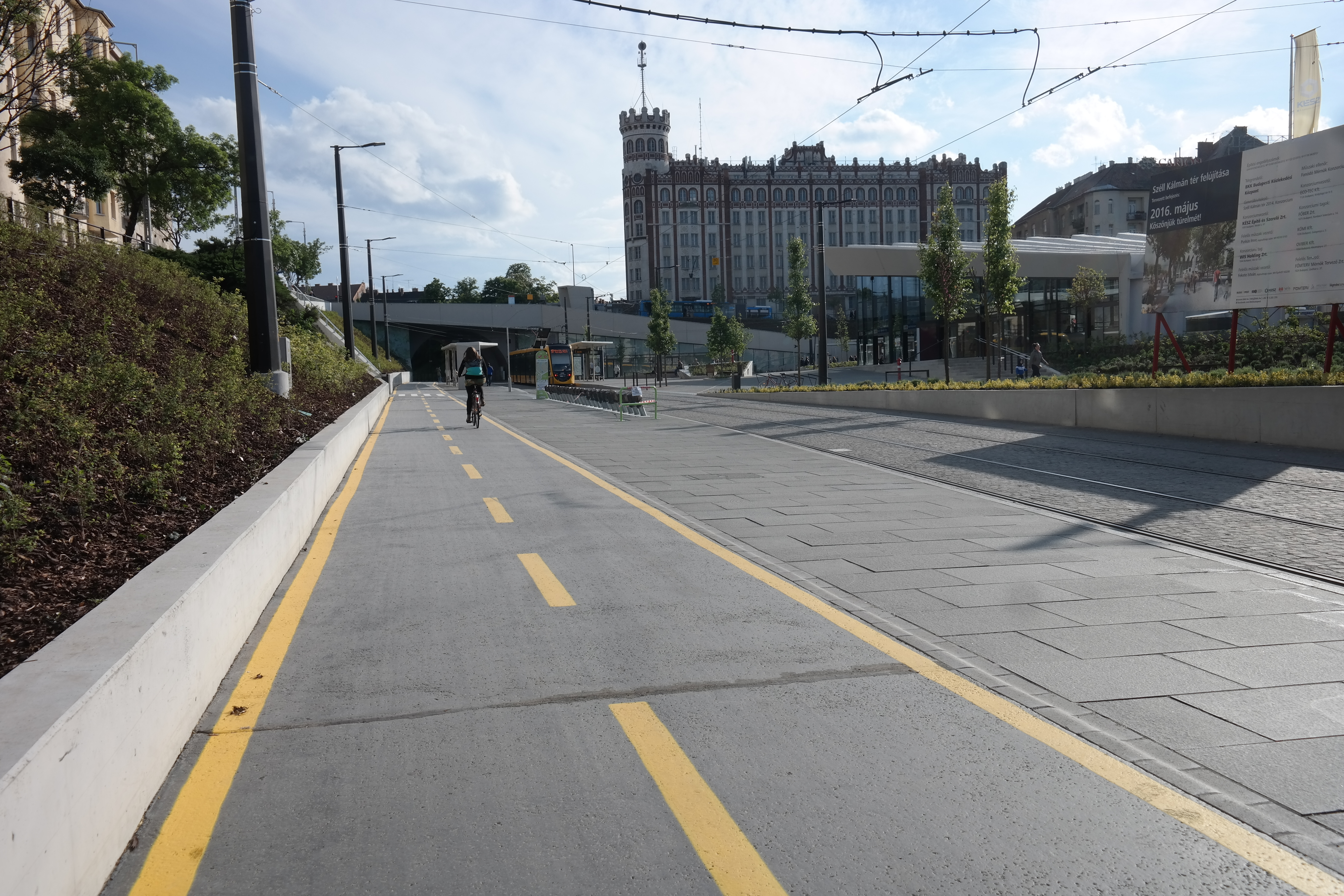
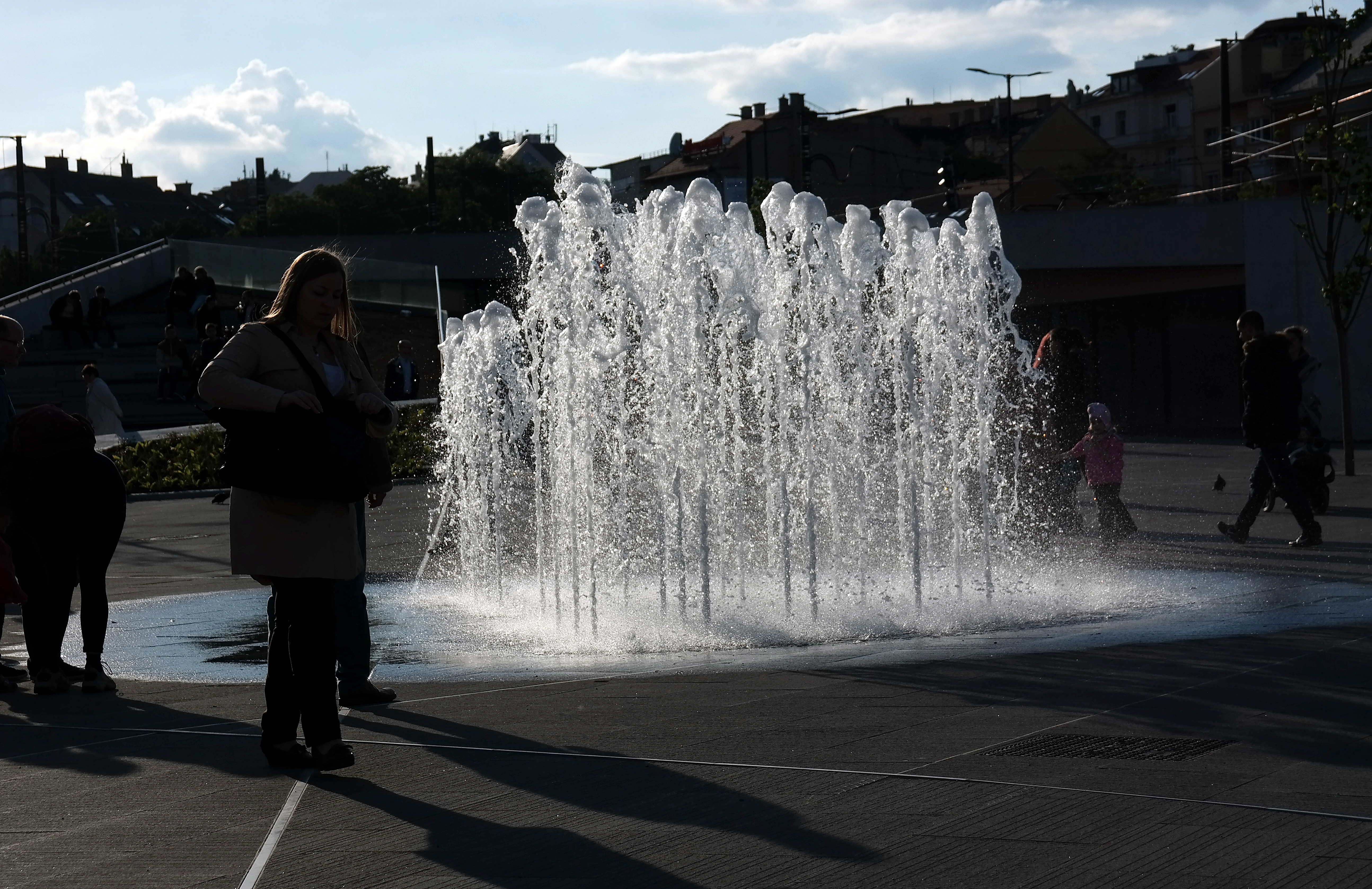

## Szobrok, szökőkutak
- Sellő szökőkút – 1980-ban avatták fel Makrisz Agamemnon görög származású képzőművész 6,5 méter magas alkotását, a tér 2015-ös átépítése alatt elkerült helyéről, majd restaurálás után került vissza
- Széll Kálmán szobor – egész alakos bronzszobor Tóth Dávid alkotása, 2019-ben avatták fel
- A 2015-ös felújítás során kialakított új szökőkút a metró kijáratánál
- Mekk Elek miniszobor – Kolodko Mihály nagyjából 15–20 cm-es alkotása, 2018-ban jelent meg a Vérmező út felé vezető lépcsőkorlát alján

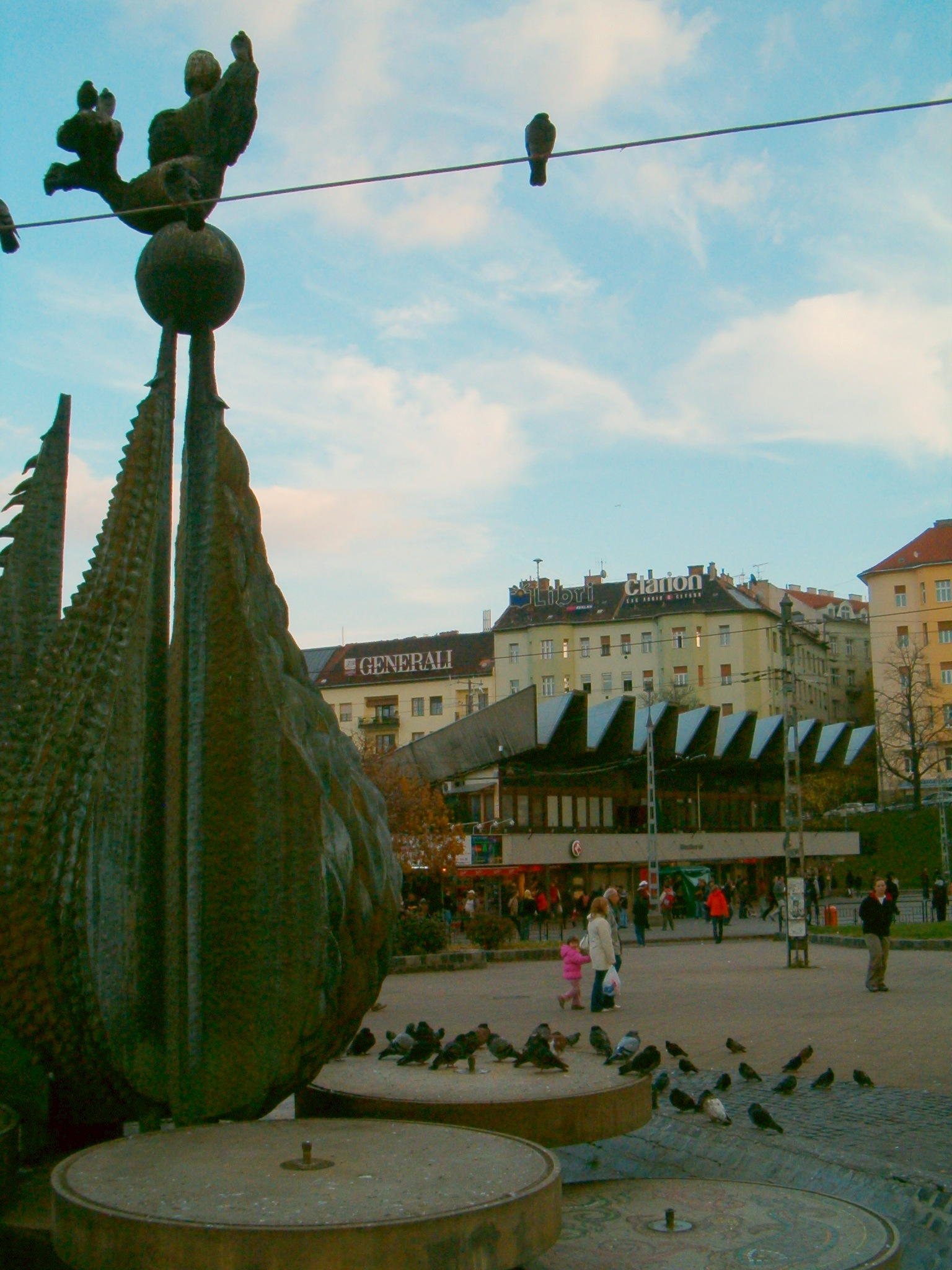
Sellő szökőkút 2007-ben
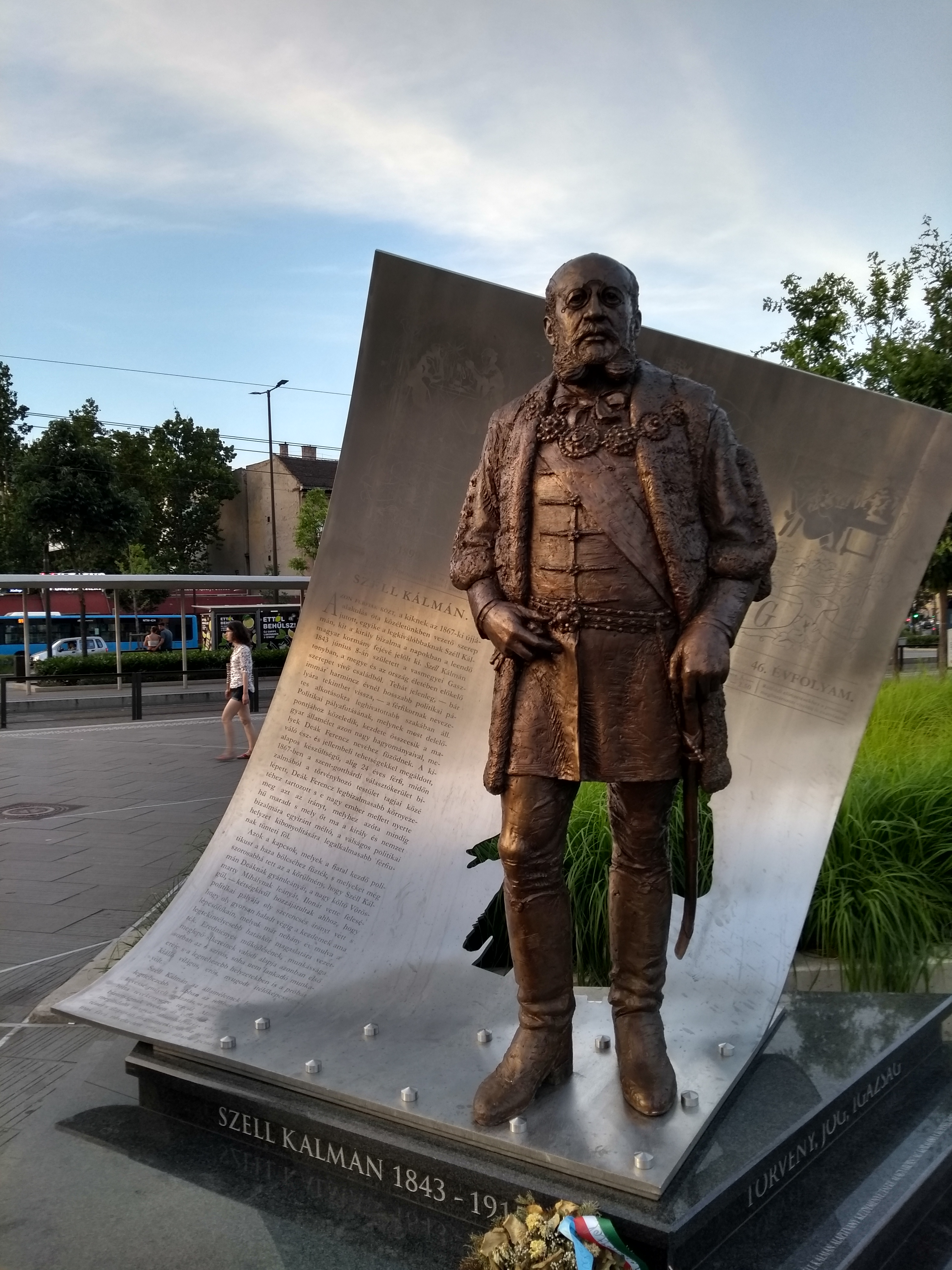
Széll Kálmán szobor 2019-ben
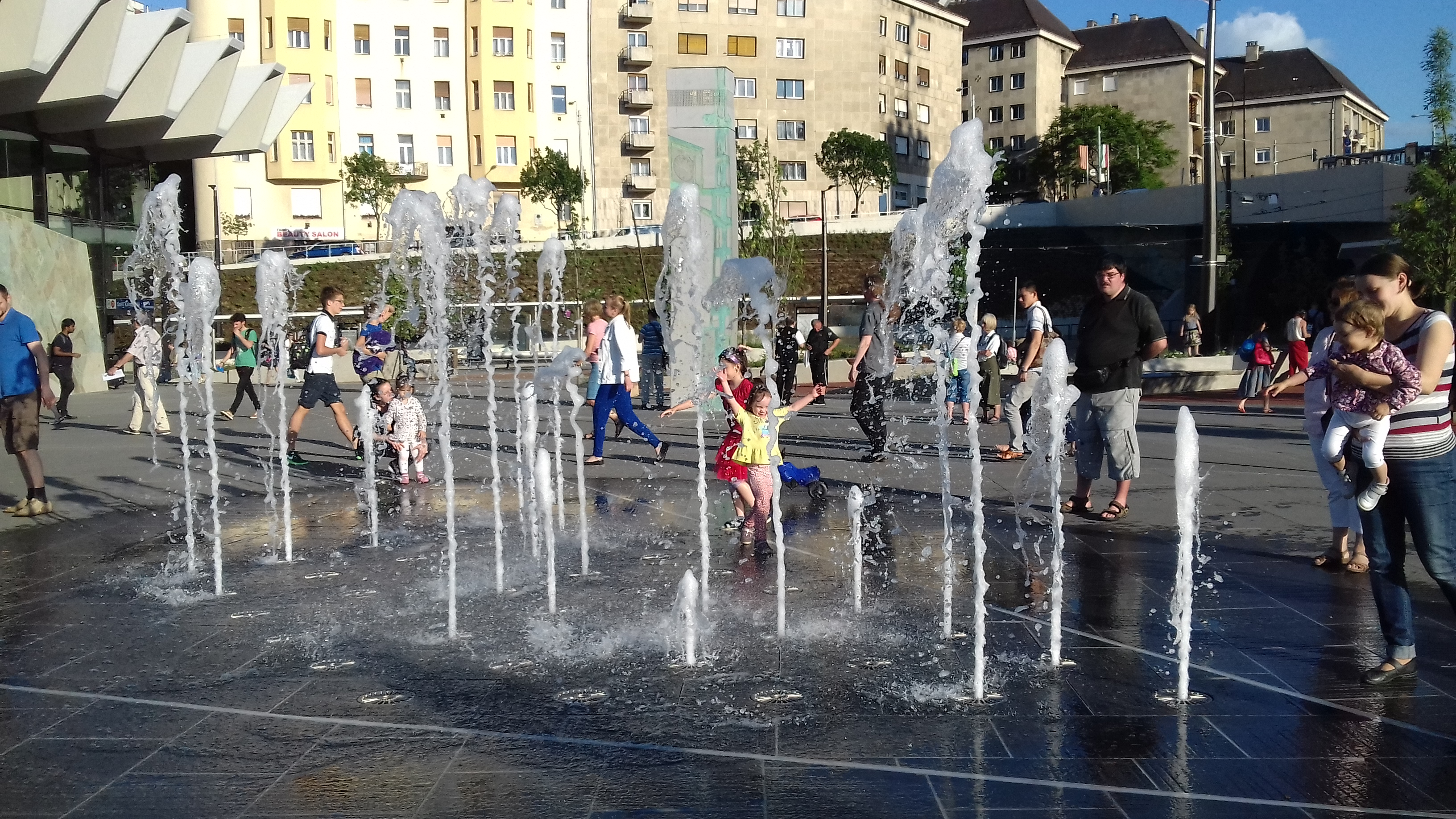
Szökőkút a metró kijáratánál 2016-ban
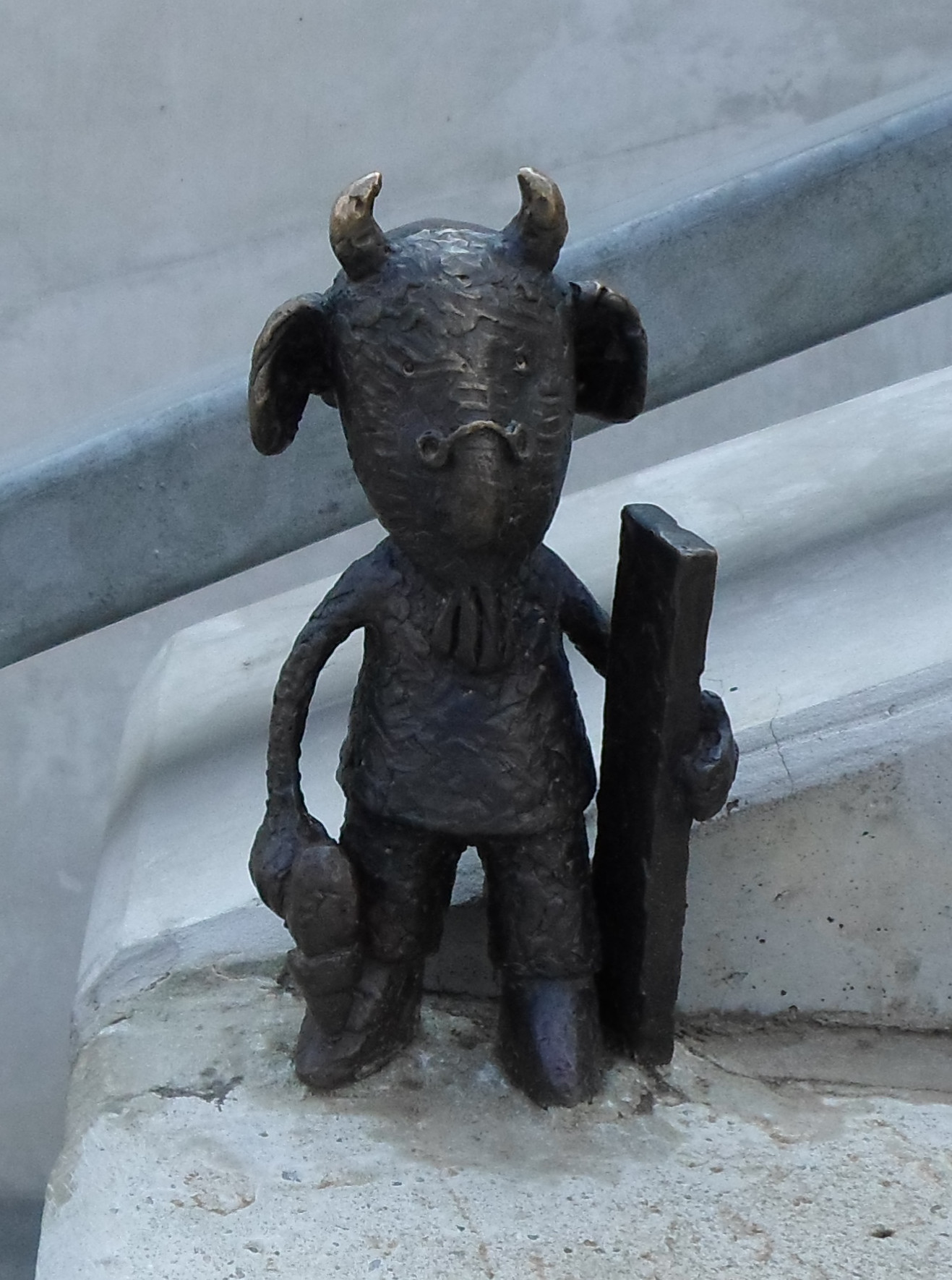
Mekk Elek miniszobor 2018-ban